# Chapelle Saint-Piat de Chartres
La chapelle Saint-Piat de Chartres est une chapelle hors les murs de la cathédrale, reliée à cette dernière par un escalier vitré qui conduit à l'ancienne chapelle du premier étage.
Fermée à la visite en 2000, elle bénéficie durant 24 ans d'un long processus de recherches et de restauration et rouvre le 21 septembre 2024 afin d'exposer le trésor de la cathédrale et une collection de pièces archéologiques datant en grande partie du XIIIe siècle. Le trésor est présenté dans la chapelle du premier étage et le dépôt lapidaire au sein de l'ancienne salle capitulaire située au rez-de-chaussée. Les deux salles communiquent par un escalier dans la tourelle sud.
Comme les tours et les parties hautes de la cathédrale, l'édifice est géré par le Centre des monuments nationaux.

## Historique
La chapelle Saint-Piat a été construite au-dessus de la salle capitulaire. La salle capitulaire actuelle a remplacé celle construite par le doyen du chapitre de Chartres, Adalart, mort le 26 août 1092. Le chapitre de la cathédrale a décidé d'en édifier une nouvelle le 25 juin 1323. Les travaux sont confiés par le chapitre au maître d'œuvre Huguet d'Ivry en lui imposant qu'elle soit au même niveau que la cathédrale. Les fouilles ont montré qu'elle a été bâtie sur les fondations de la salle du XIe siècle. La salle capitulaire de trois travées couverte d'ogives a été terminée en 1335.
Les reliques contenues dans la châsse de Saint-Piat ont été reconnues solennellement dans le chœur de la cathédrale le 1er octobre 1310. De nombreux miracles lui étaient attribués, aussi, en 1324, le chapitre a décidé de construire au-dessus de la salle capitulaire une chapelle dédiée à saint Piat. Sa construction a été entreprise sous l'épiscopat d'Aimeri de Châtelus (1332-1342). Elle était à peu près terminée en mai 1349 d'après l'acte de fondation du chapitre de Saint-Piat par Aimeri de Châtelus nommé cardinal de Saint-Martin in Montibus en 1342 par son oncle, le pape Clément VI. Quand Aimeri de Châtelus a légué 12 000 florins d'or en l'honneur de saint Piat, il a été décidé d'agrandir la chapelle Saint-Piat et de mettre la mettre en communication avec la cathédrale.
Cela a nécessité d'ajouter un porche devant la salle capitulaire pour ajouter une quatrième travée à la chapelle, une arche en pierre sur laquelle a été placée un escalier pour accéder à la chapelle depuis la cathédrale. Ces travaux sont presque terminés le 3 juillet 1358 quand la chapelle est bénie et consacrée. La chapelle n'était pas voûtée à l'origine. Les voûtes ont été ajoutées après la réalisation de contreforts pour renforcer les murs. Les travaux de la chapelle, réalisés par Jean Guignart, ont été achevés vers 1365.
La salle capitulaire a été modifiée pour y installer le caveau des évêques de Chartres, aménagé en 1904-1905.

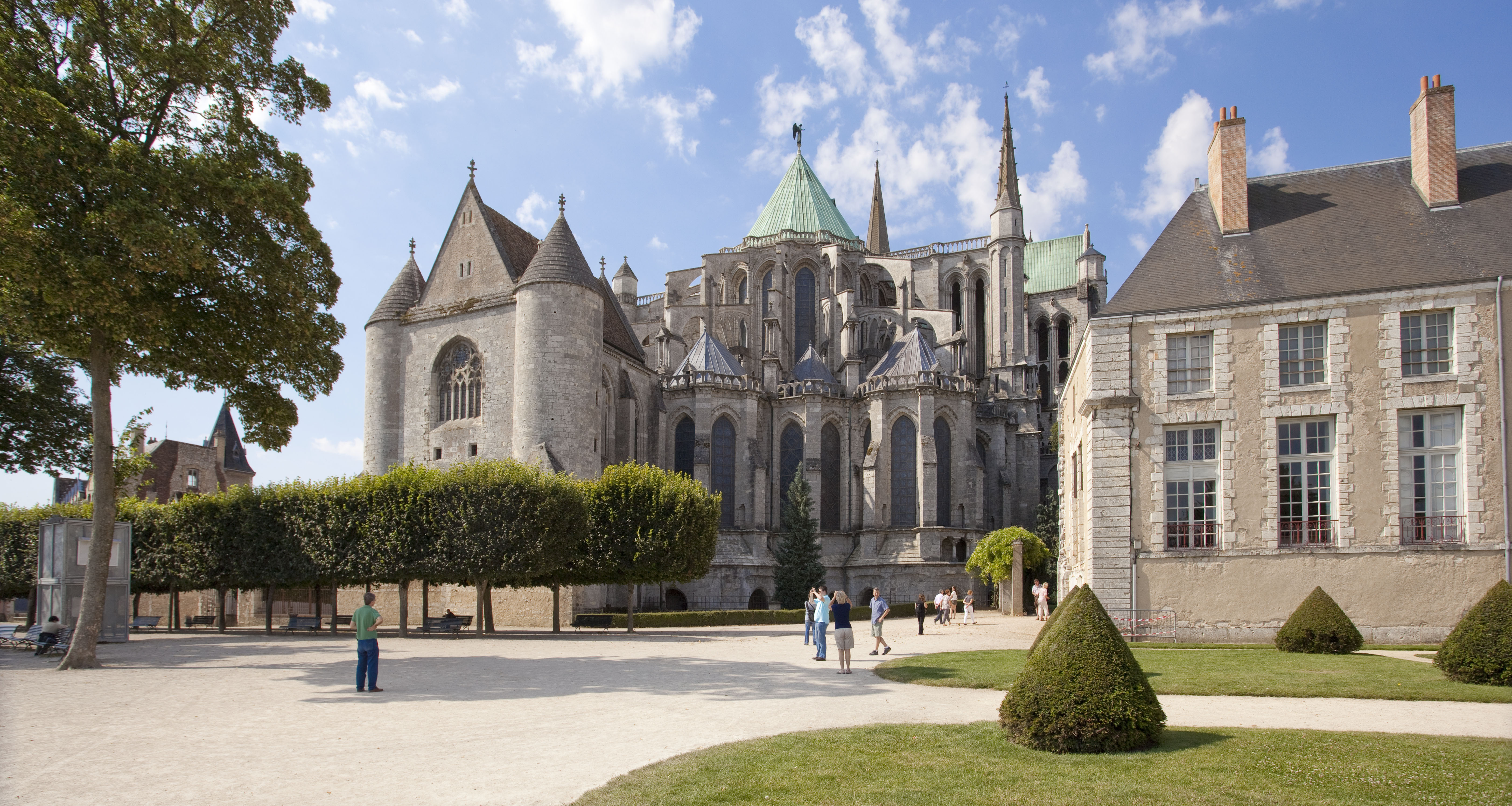
La chapelle Saint-Piat à gauche, devant le chevet de la cathédrale.
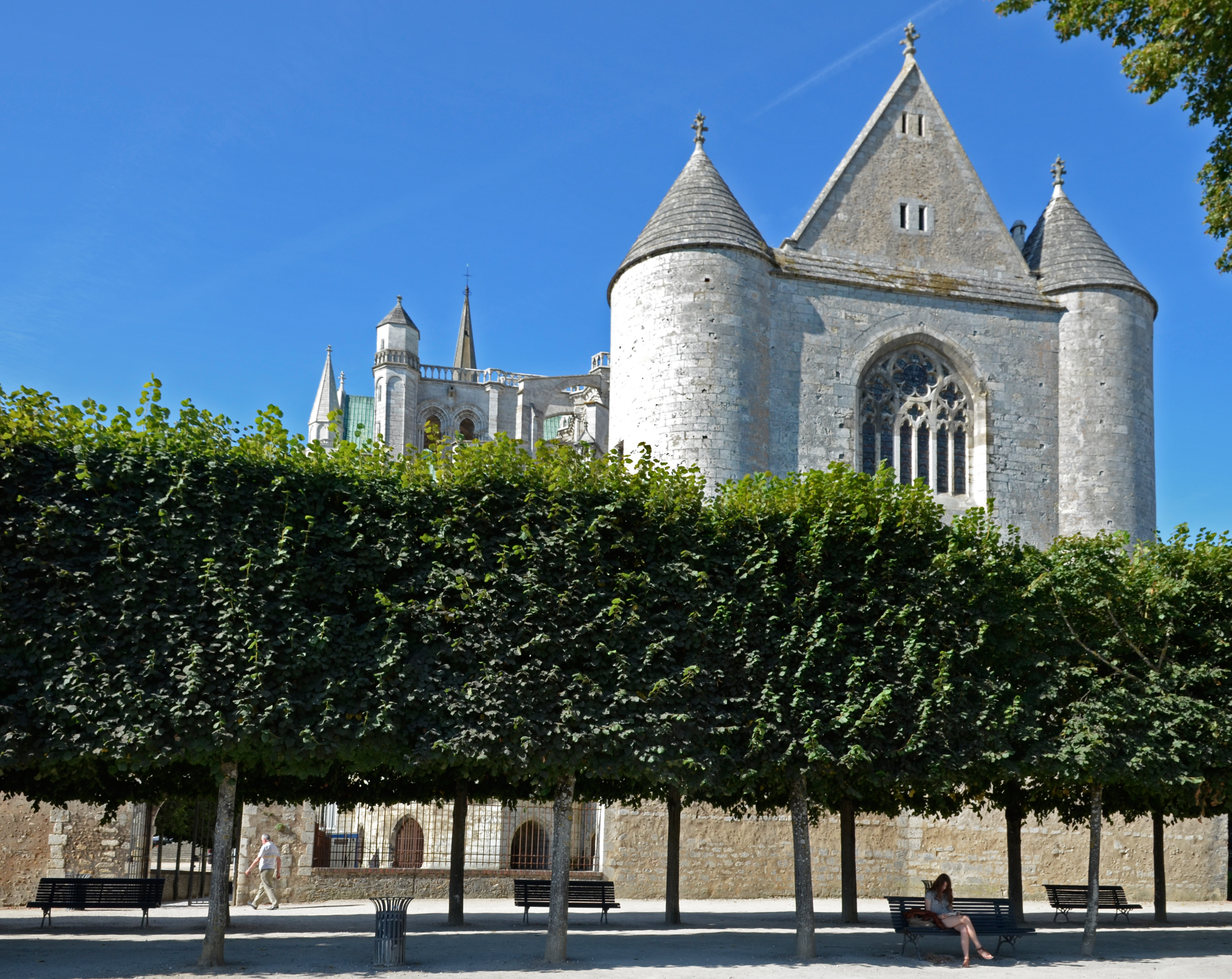
Le chevet plat de la chapelle vu des jardins de l'évêché.
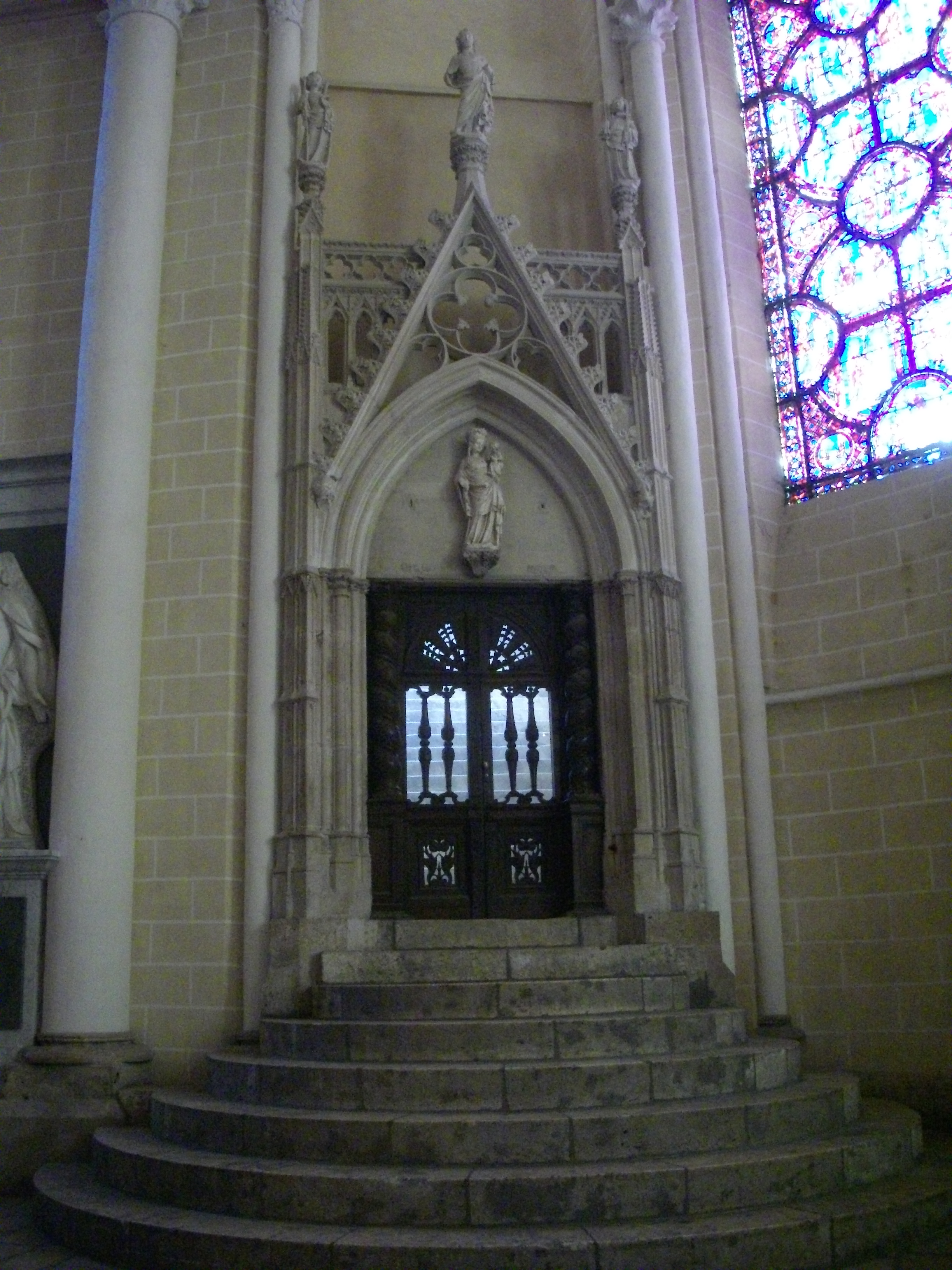
Porte d'accès à la chapelle à partir du déambulatoire sud.
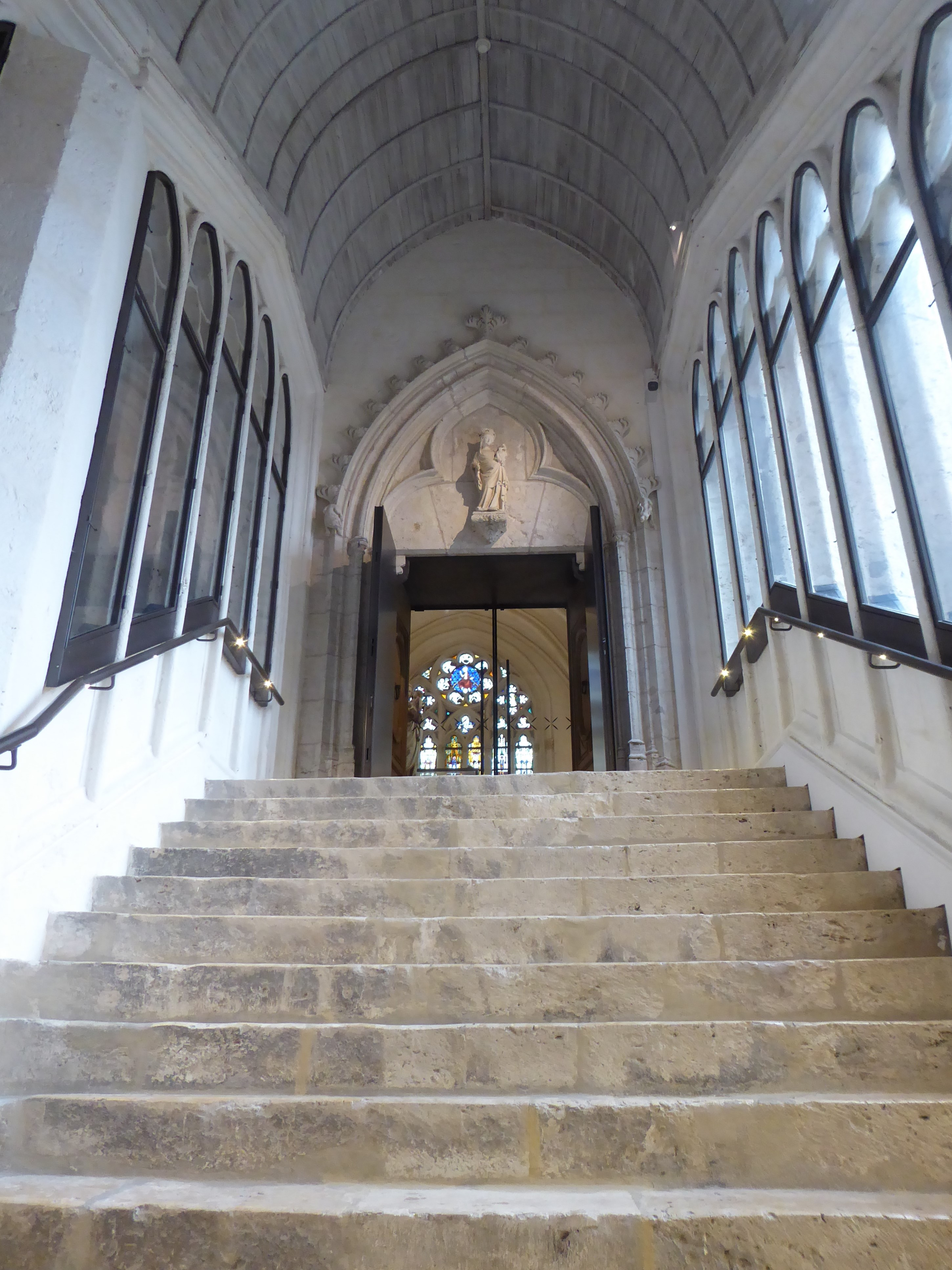
Escalier d'accès à la chapelle à partir du déambulatoire.
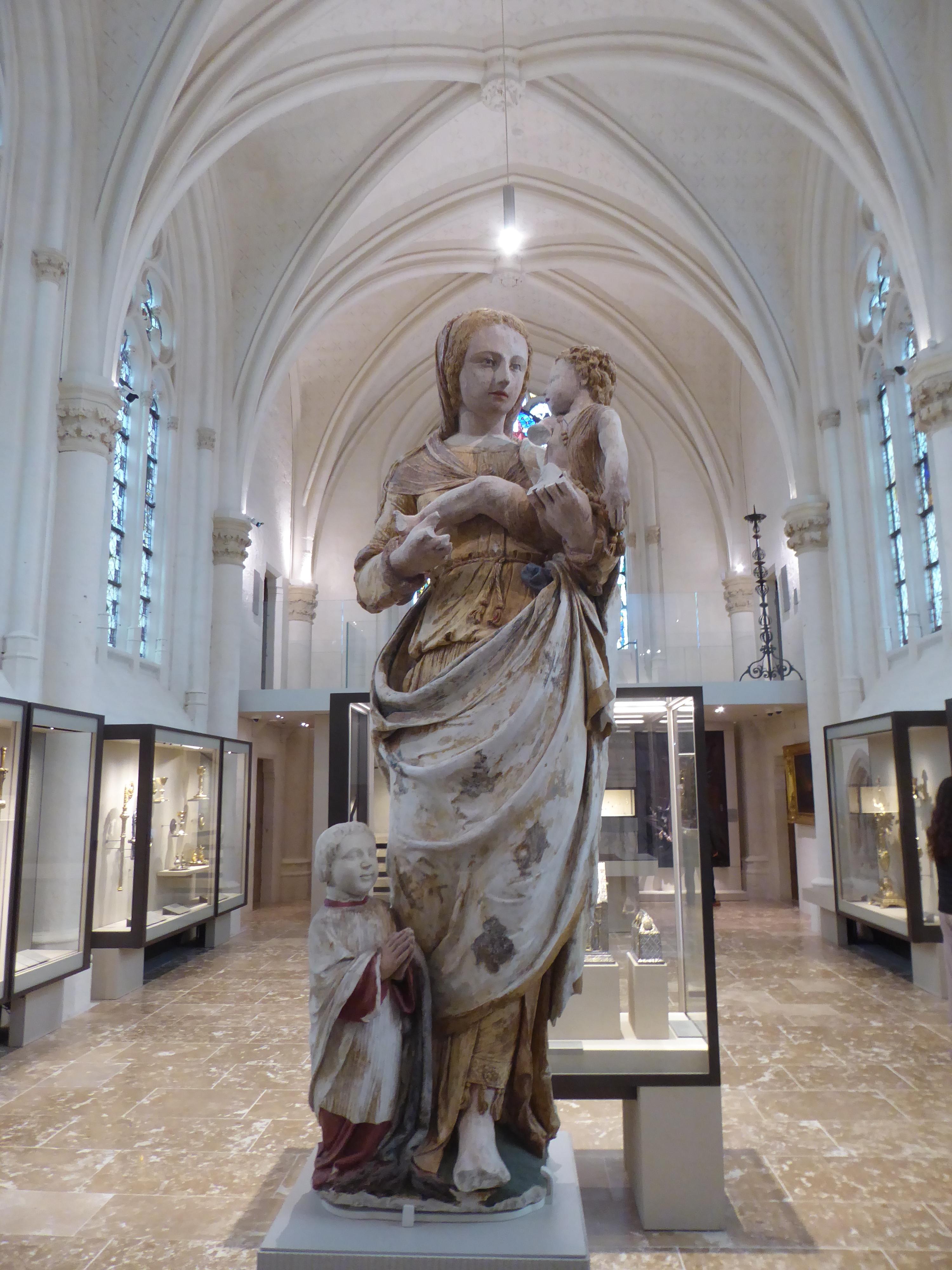
Statue de la Vierge à l'Enfant à l'entrée du premier étage.
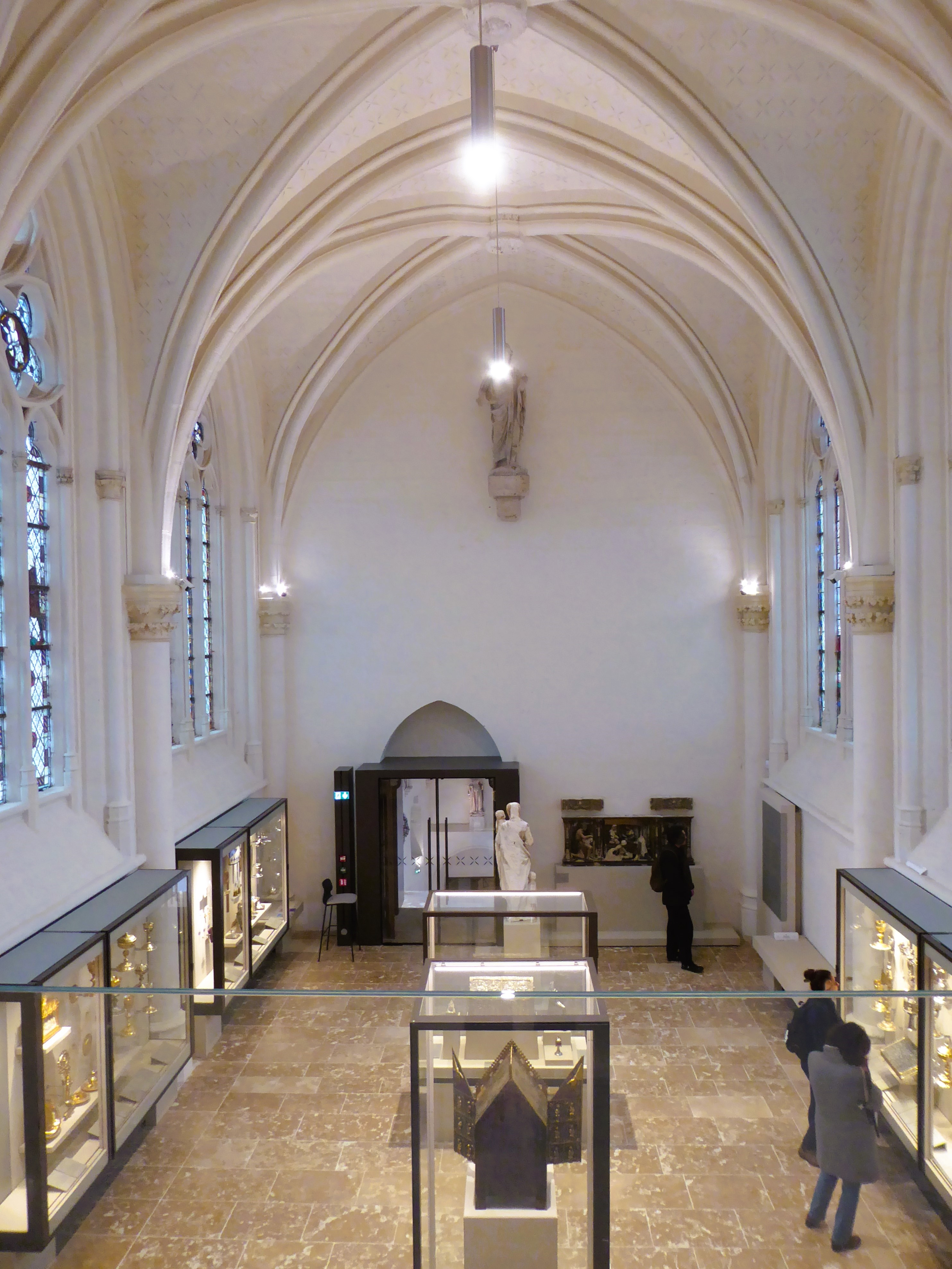
Intérieur du premier étage, vu de la mezzanine du chevet.
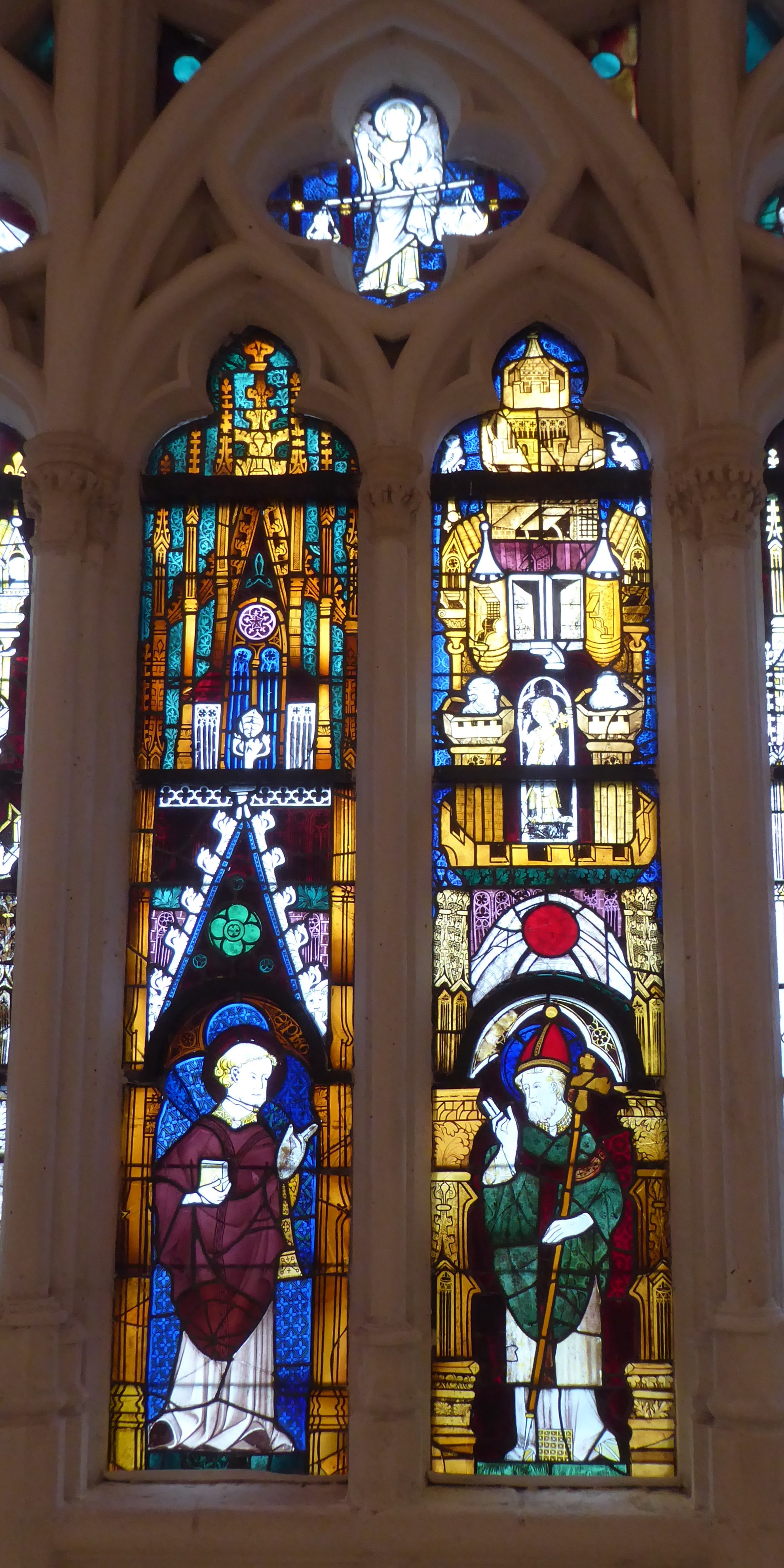
Saint Piat et saint Tugdual, vitrail maître.

## Exposition

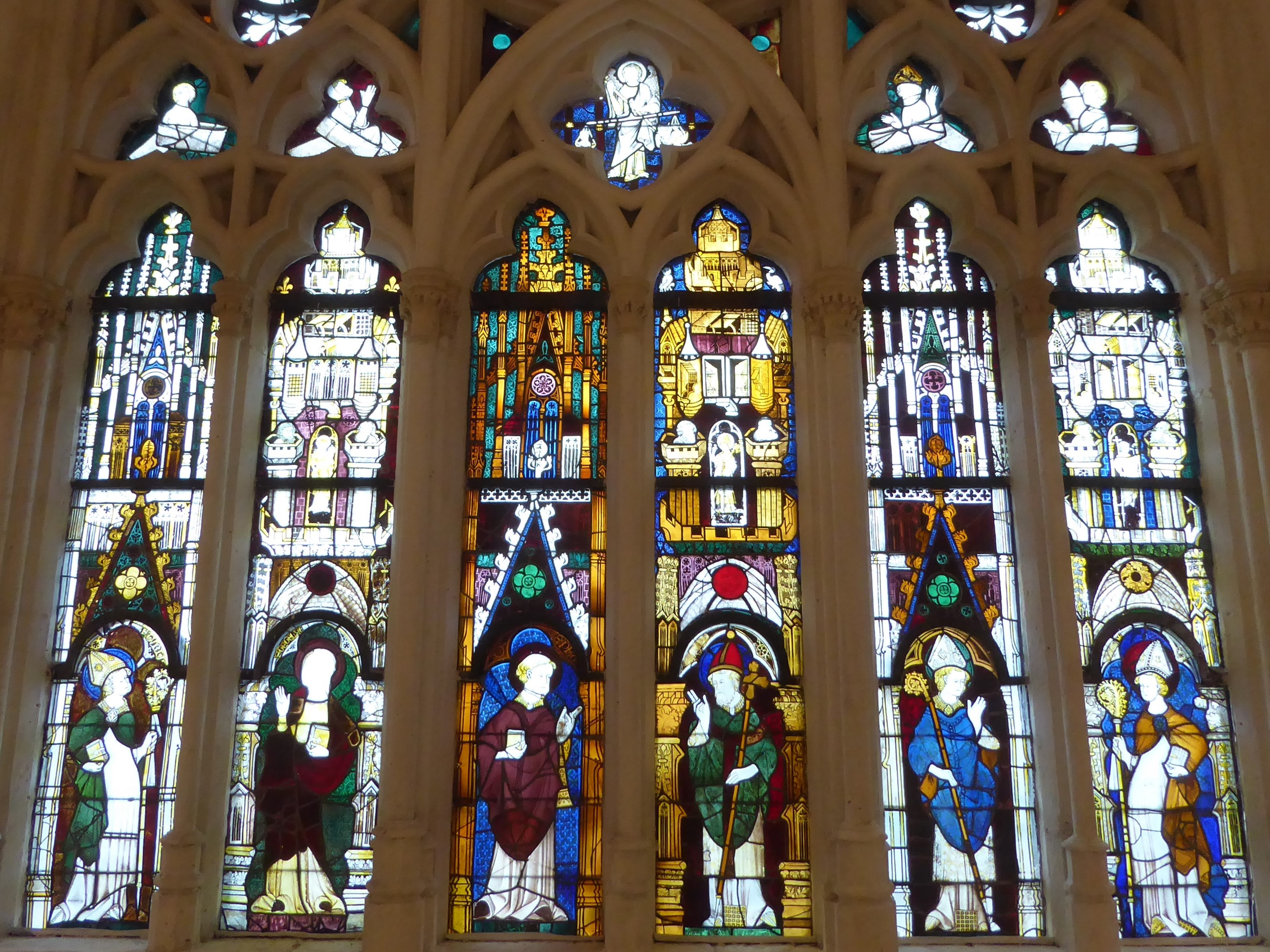
Les 6 lancettes du vitrail maître.

### Vitraux
En 2017, après la réfection du toit de la chapelle Saint-Piat, les sept vitraux de la chapelle, dont les plus anciens datent du XIVe siècle, sont restaurés grâce au financement de l'association Chartres sanctuaire du Monde : les trois baies nord et la baie est sont confiées à l'atelier de Claire Babet de La Bourdinière-Saint-Loup (Eure-et-Loir), les trois baies sud à l'atelier Pinto de Tusson (Charente),.
De nouveaux vitraux créés par l'artiste coréenne Bang Hai Ja et réalisés par les ateliers Glasmalerei Peters de Paderborn (Allemagne) sont installés en 2022 au niveau inférieur de la chapelle Saint-Piat dans la salle capitulaire destinée à devenir le lieu d'exposition du trésor de la cathédrale,.
Dans le corpus vitraerum, les sept verrières du XIVe siècle sont numérotées de 0 à 6, numérotation distincte de celle du bâtiment principal de la cathédrale
| N° baie | Thèmes des vitraux | Donateurs           | Dates                                                                              | Base Palissy         | Wikimedia Commons  |
| ------- | --- | ------------------- | ---------------------------------------------------------------------------------- | -------------------- | ------------------ |
| 5       | Vierge à l'Enfant |                     | fin XIVe siècle, complétée début XVIe siècle Restauration en 2017 par Claire Babet | Notice no PM28000805 | Baie 5 sur Commons |
| 3       | Deux saints, dont saint Denis, décapité, porte sa tête dans la main | Arthur Sachs (1930) | vers 1350 Restauration en 2017 par Claire Babet                                    | Notice no PM28000805 | Baie 3 sur Commons |
| 1       | Personnage masculin tenant un phylactère en face d'un personnage féminin |                     | vers 1350 Restauration en 2017 par Claire Babet                                    | Notice no PM28000805 | Baie 1 sur Commons |
| 0       | Vitrail de l'ancien maître-autel : Saint Turiaf, sainte Thècle, saint Piat, saint Tugdual et 2 évêques (lancettes), Résurrection des morts et Jugement dernier (tympan) , rose à sept lobes |                     | vers 1350 Restauration en 2017 par Claire Babet                                    | Notice no PM28000805 | Baie 0 sur Commons |
| 2       | Vierge à l'Enfant entourée de deux anges |                     | vers 1350 Restauration en 2017 par l'atelier Pinto de Tusson                       | Notice no PM28000805 | Baie 2 sur Commons |
| 4       | Saint encadré de deux personnages |                     | vers 1350 Restauration en 2017 par l'atelier Pinto de Tusson                       | Notice no PM28000805 | Baie 4 sur Commons |
| 6       | Sainte Chemise (Sancta Camisa) |                     | 1500-1525 Restauration en 2017 par l'atelier Pinto de Tusson                       | Notice no PM28000805 | Baie 6 sur Commons |

Les vitraux historiques de la chapelle Saint-Piat (du nord au sud)
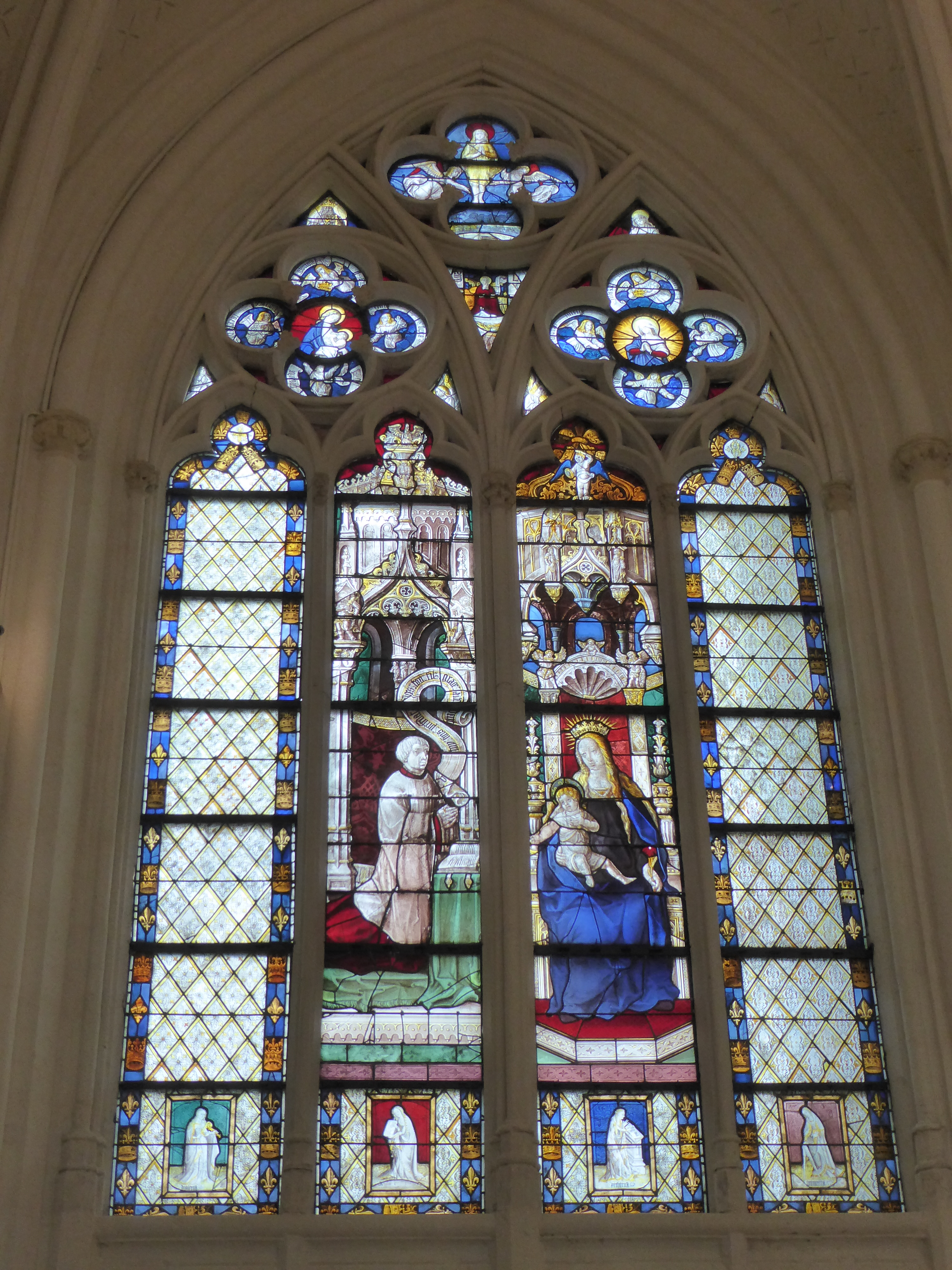
Vierge à l'Enfant baie n° 5.
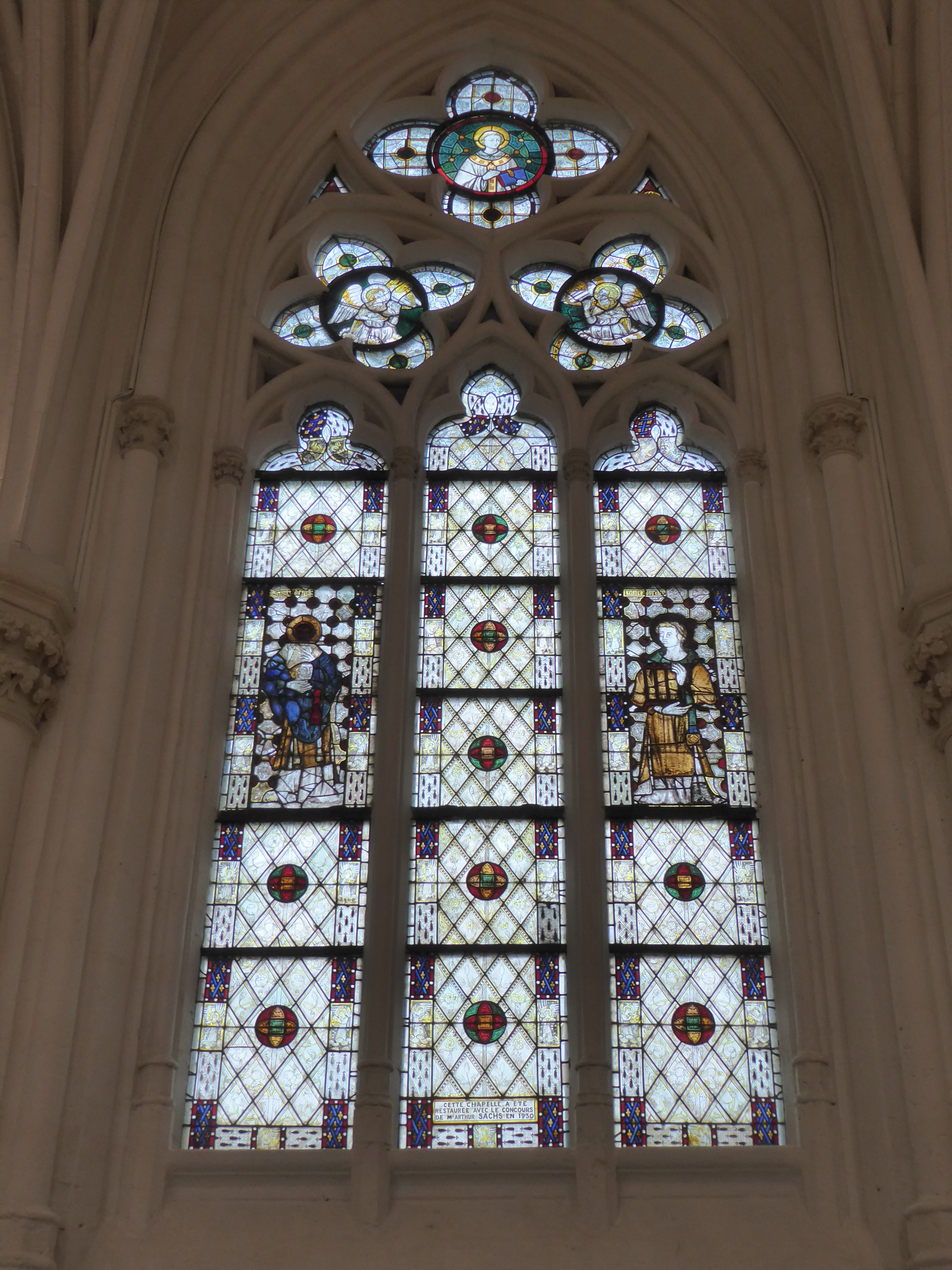
Deux saints baie n° 3.
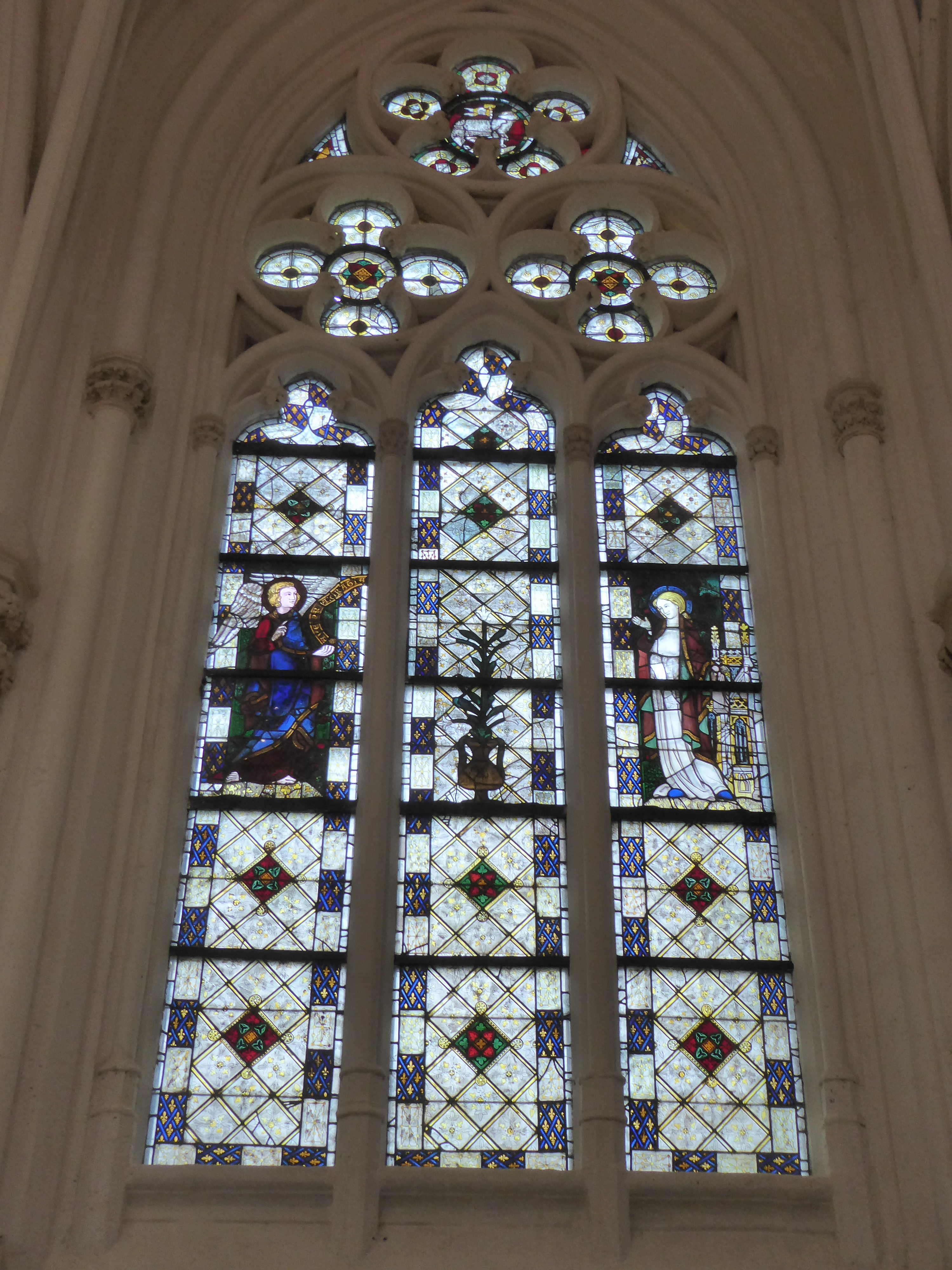
Personnages masculin et féminin baie n° 1.
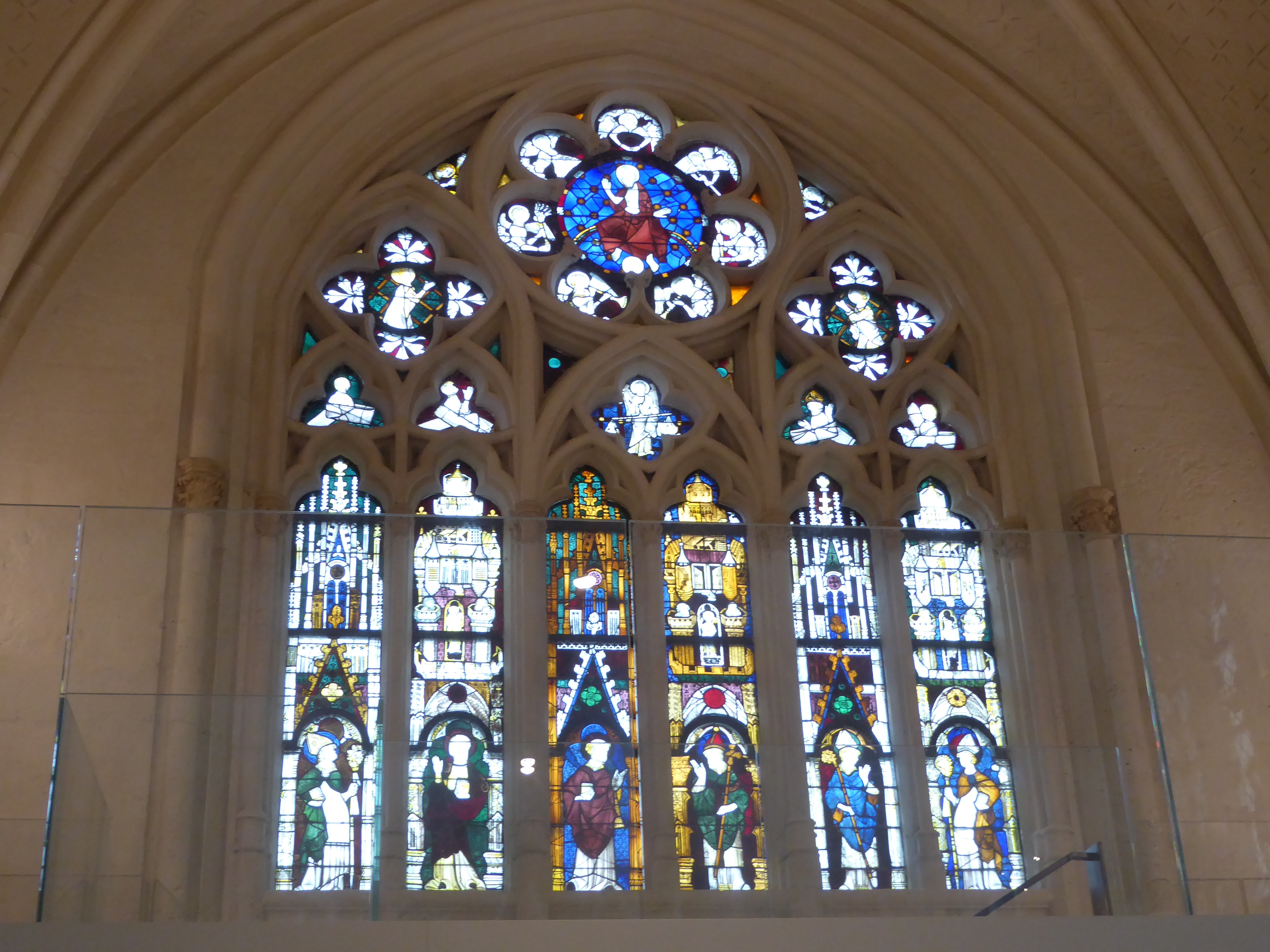
Vitrail de l'ancien maître-autel : 4 saints et 2 saints évêques baie n° 0.
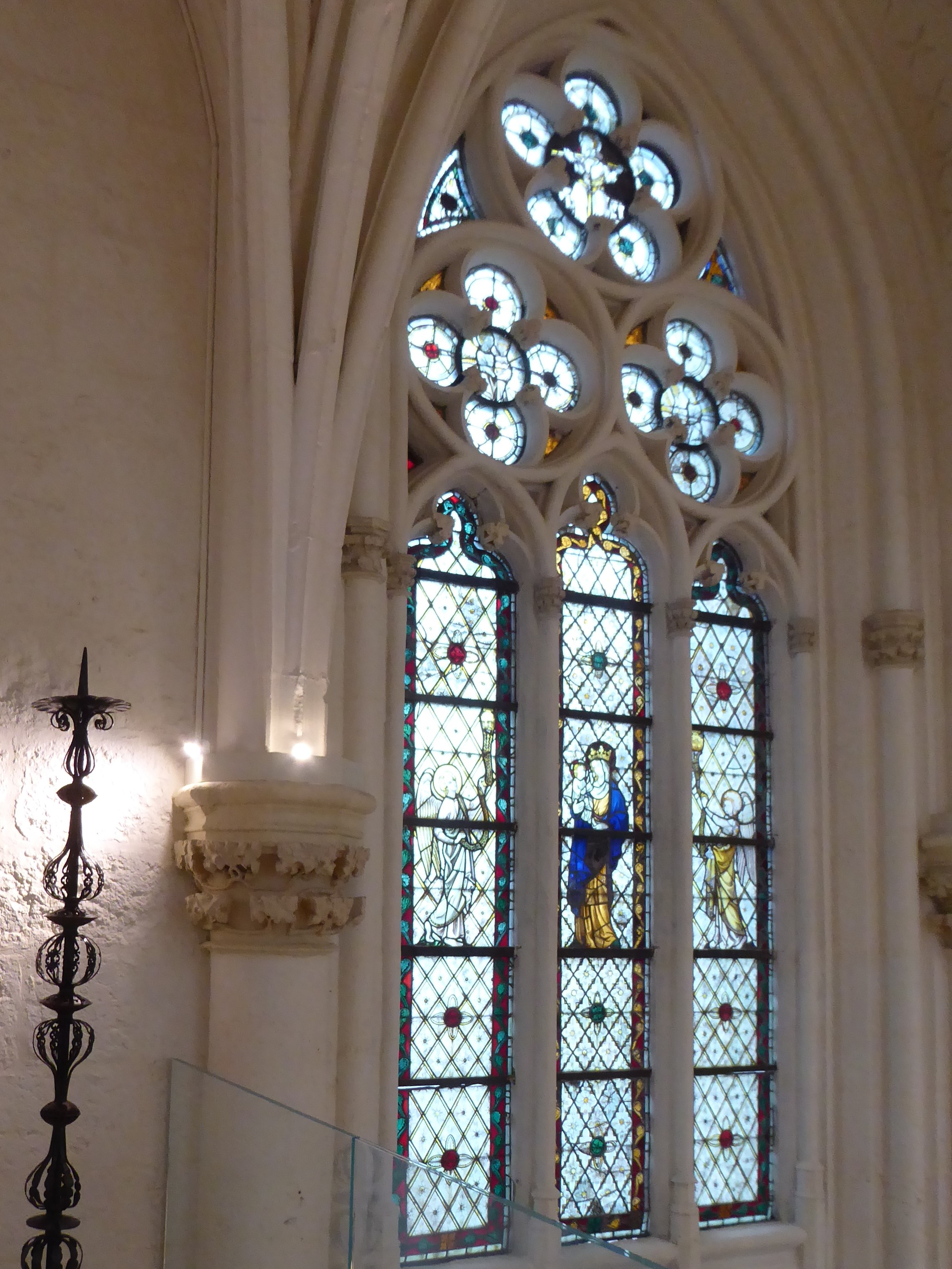
Vierge à l'Enfant entourée d'anges baie n° 2.
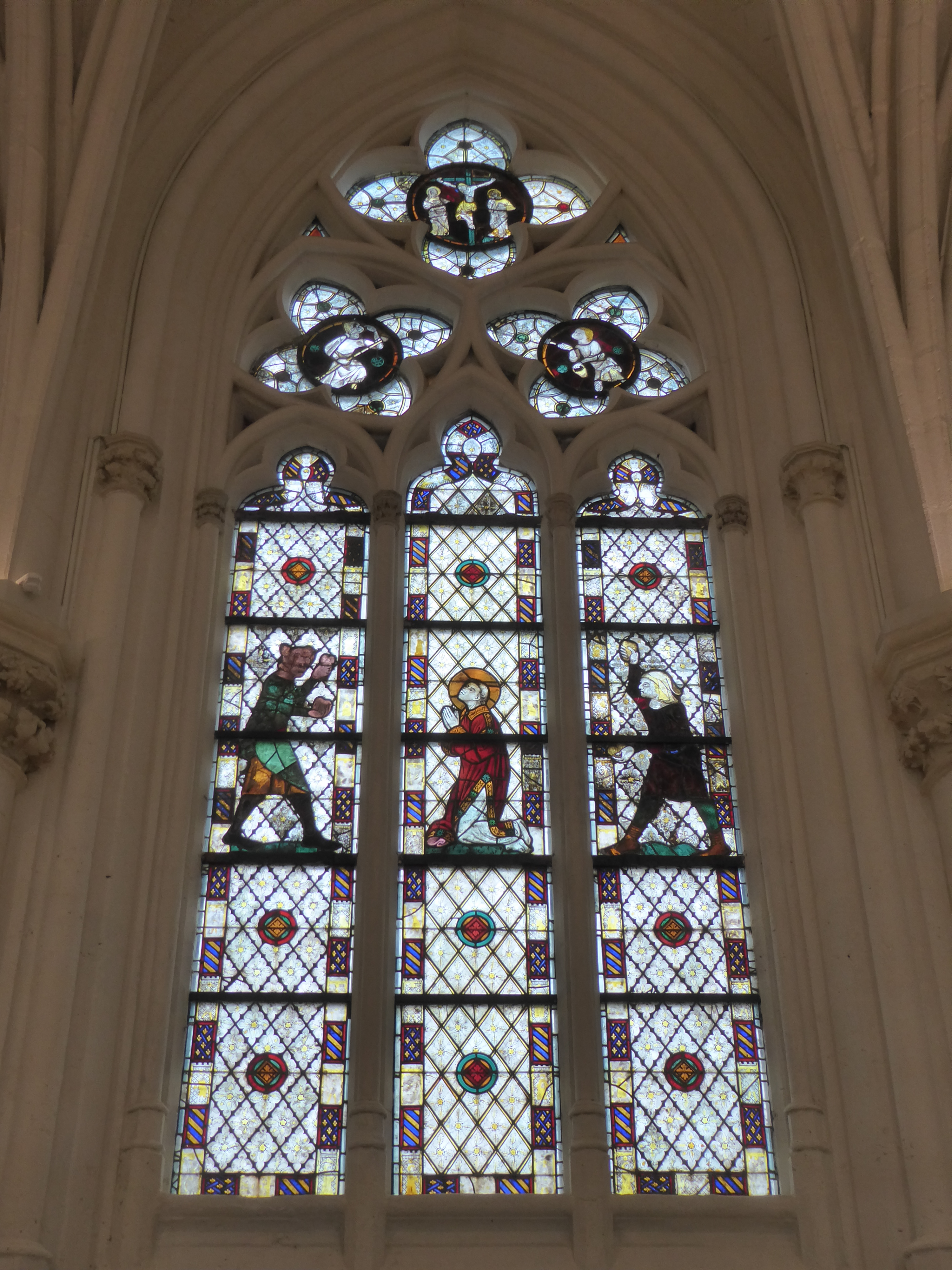
Saint encadré de deux personnages baie n° 4.
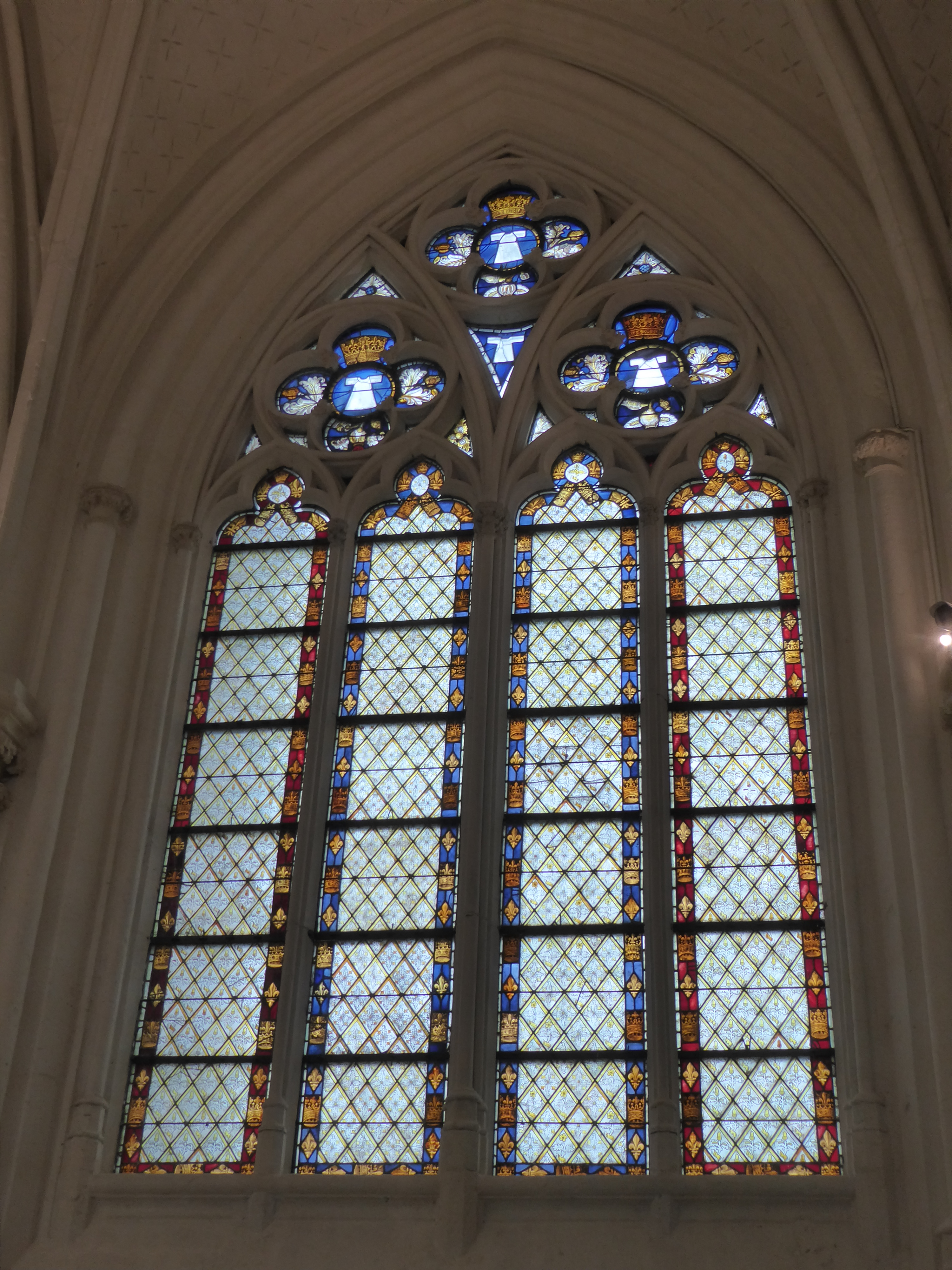
Sainte Chemise (Sancta Camisa), baie n° 6.

### Trésor

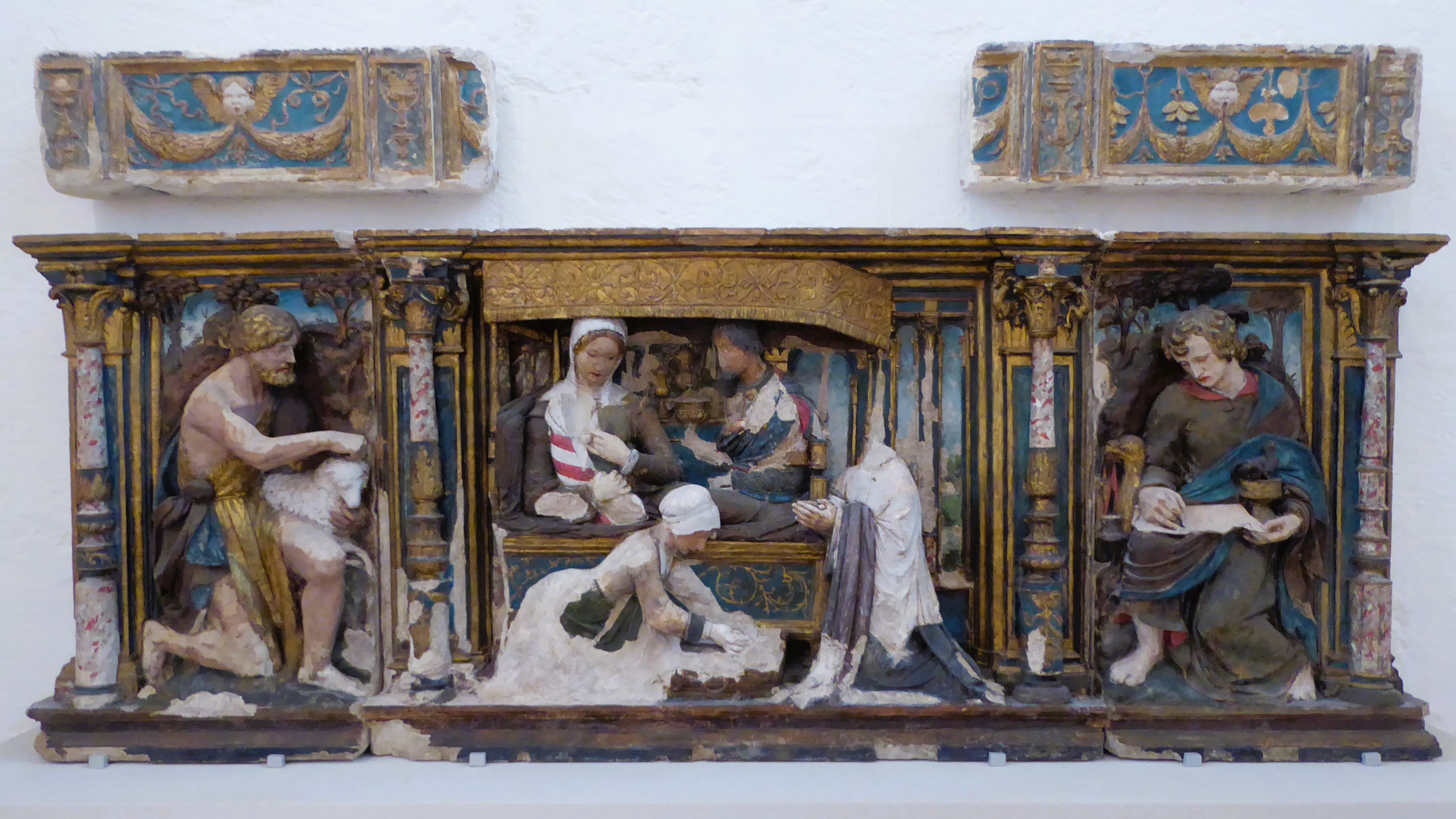
Retable de la naissance de la Vierge (1542-1543), dépôt du musée du Louvre.

Le trésor de la cathédrale est exposé dans la salle du premier étage.
Il présente notamment :
- le tabernacle dit de saint Aignan, cuivre, XIIIe siècle,  Classé MH (1899)[12],[13] ;
- les éléments d'armure cotte de mailles, brigandine, jacque, ex-voto du dauphin Jean, fils de Charles VI, 1er quart XVe siècle,  Classé MH (1978)[14] ;
- la navette à encens de Miles d'Illiers, en forme de navire, nacre et argent, 1540,  Classé MH (1899)[15] ;
- le retable de la naissance de la Vierge entre saint Jean l’Évangéliste et saint Jean-Baptiste, seul élément conservé de l'autel des Onze Mille Vierges du transept nord, 1542-1543, dépôt du musée du Louvre[16] ;
- ex-voto, ceintures de la tribu des Hurons et de la tribu des Abénaquis (collier de wampum, respectivement de 1687 et 1699),  Classé MH (1899)[17] ;
- ostensoir d'Alexandre Thierry, pour l'exposition du Saint-Sacrement sous la forme d'une hostie consacrée, 1853,  Classé MH (1968)[18] ;
- couronnes de Notre-Dame du pilier et de l'Enfant Jésus, également d'Alexandre Thierry, 1855,  Classé MH (1968)[19].

Éléments du trésor de la cathédrale
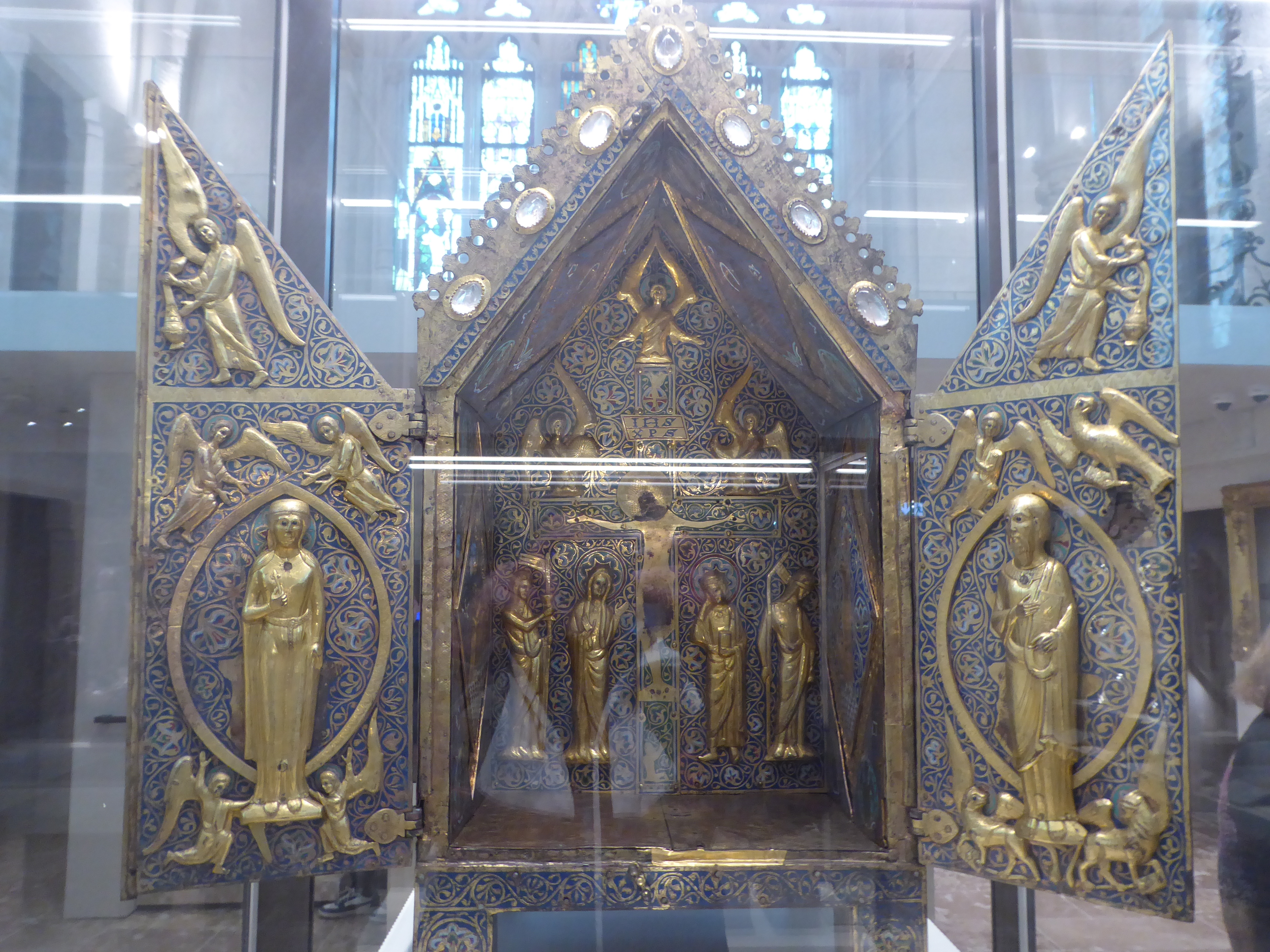
Le tabernacle dit de saint Aignan (vers 1230).
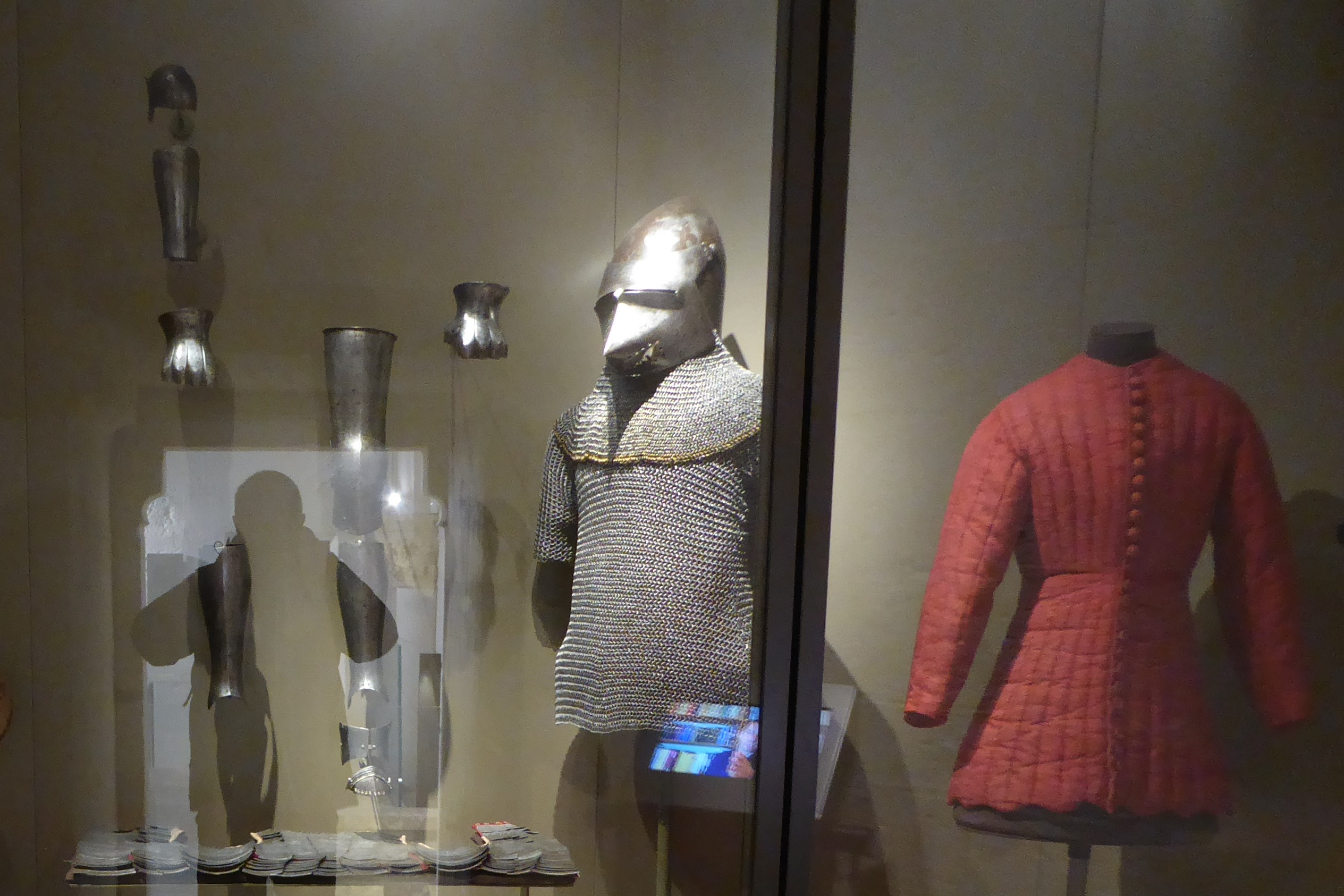
Éléments d'armure ex-voto (1400-1425).
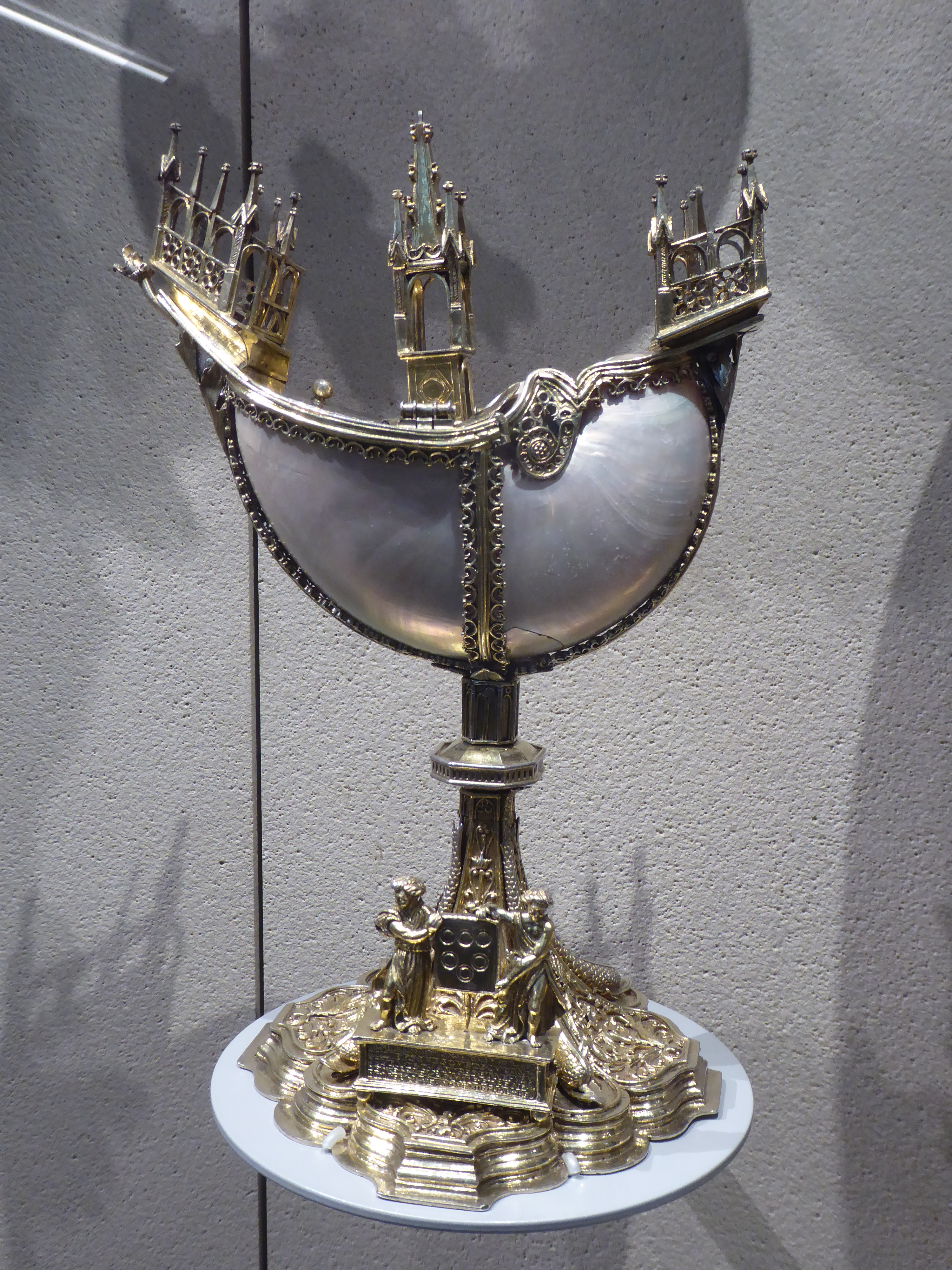
La navette à encens de Miles d'Illiers (1540).
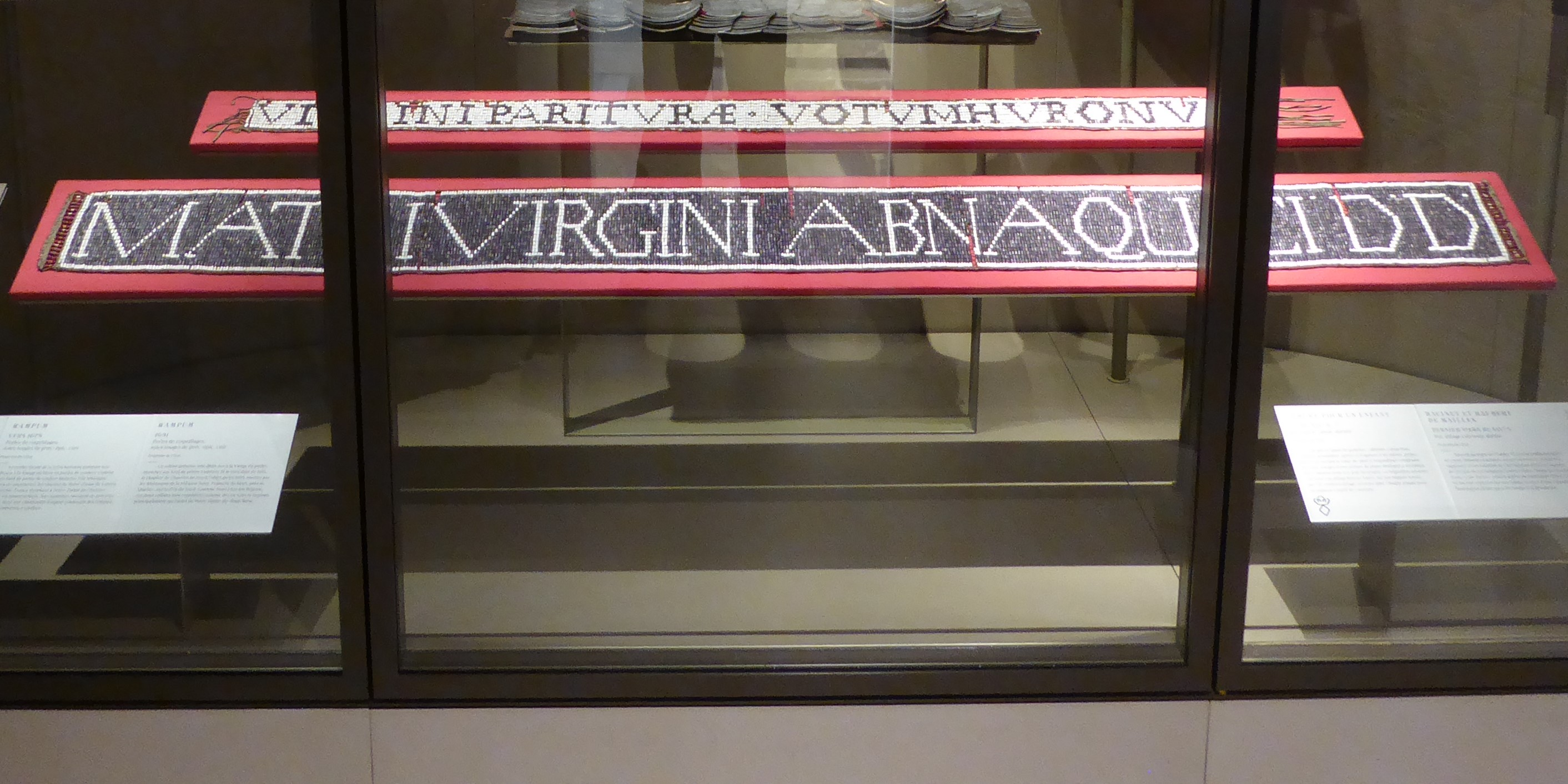
Ceintures ex-voto Hurons et Abénaquis (XVIIe siècle).
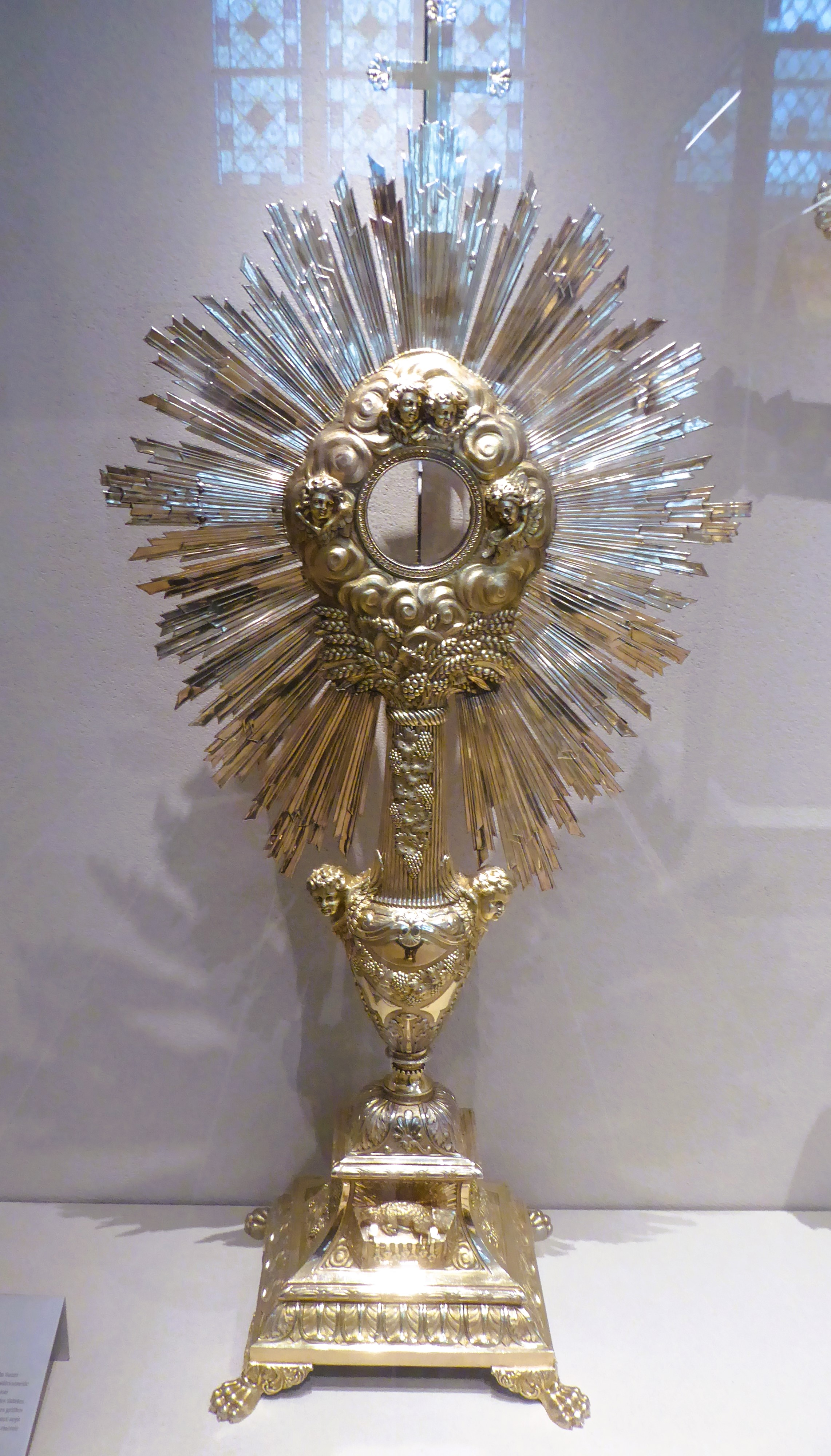
Ostensoir d'Alexandre Thierry (1853).
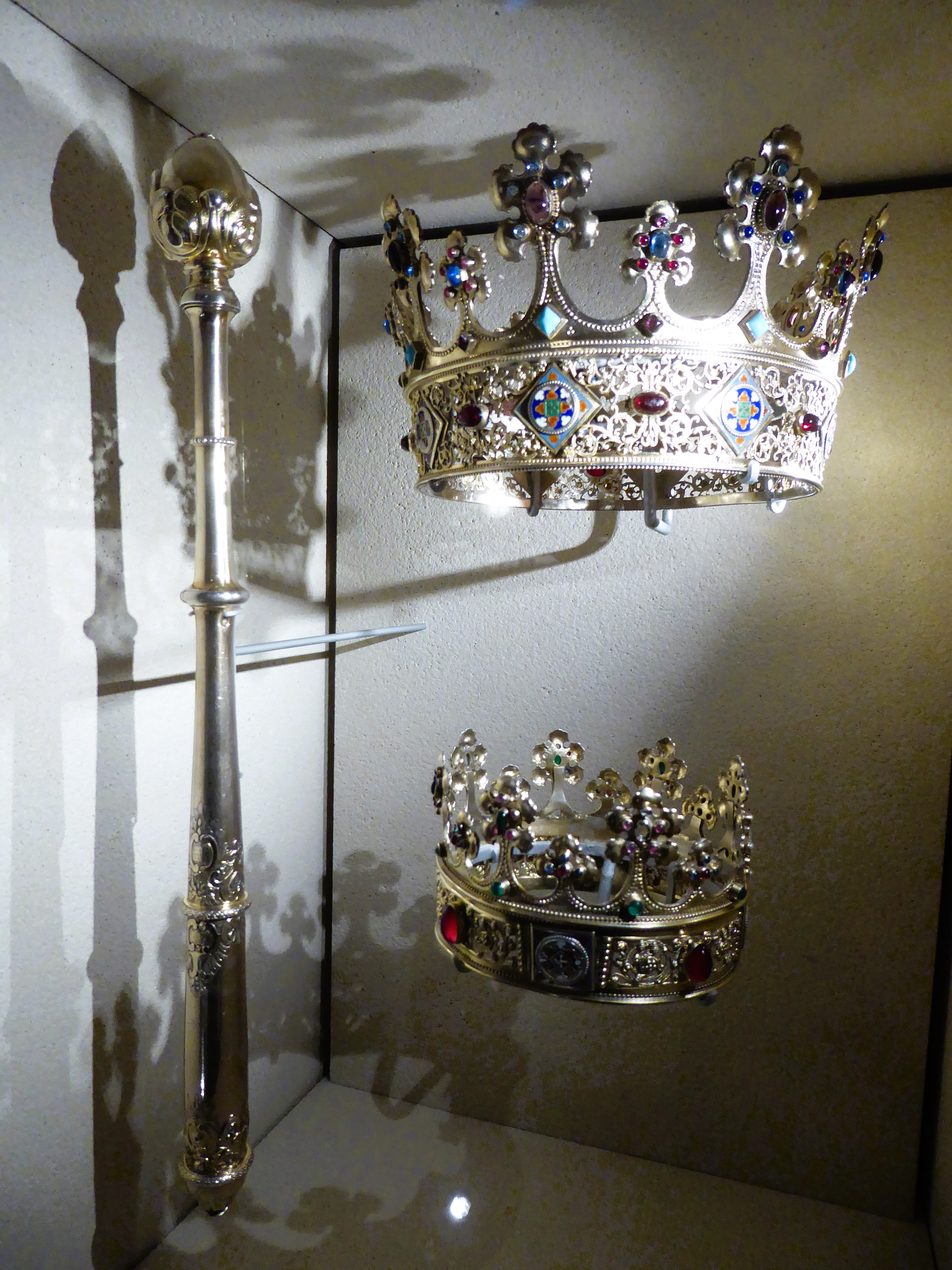
Couronnes de Notre-Dame du pilier et de l'Enfant Jésus (1855).

### Jubé duXIIIesiècle

#### Cycle de la Nativité
Huit hauts-reliefs composent le cycle de la Nativité, exposé dans la salle capitulaire du rez-de-chaussée :
- sur le mur sud : l'Annonciation[20], la Visitation, la Nativité[21], l'Annonce aux bergers[22] et les mages devant Hérode[23] ;
- sur le mur nord : l'Adoration des mages[24], le réveil des mages endormis[25], la Présentation de Jésus au temple[26].

Tous les fragments de sculpture provenant de l'ancien jubé, détruit en 1763 sous la direction des architectes Guillois et Brissart, sont classés monuments historiques par arrêté du 21 octobre 1903 et par la liste départementale de 1981.

Le cycle de la Nativité de la salle capitulaire
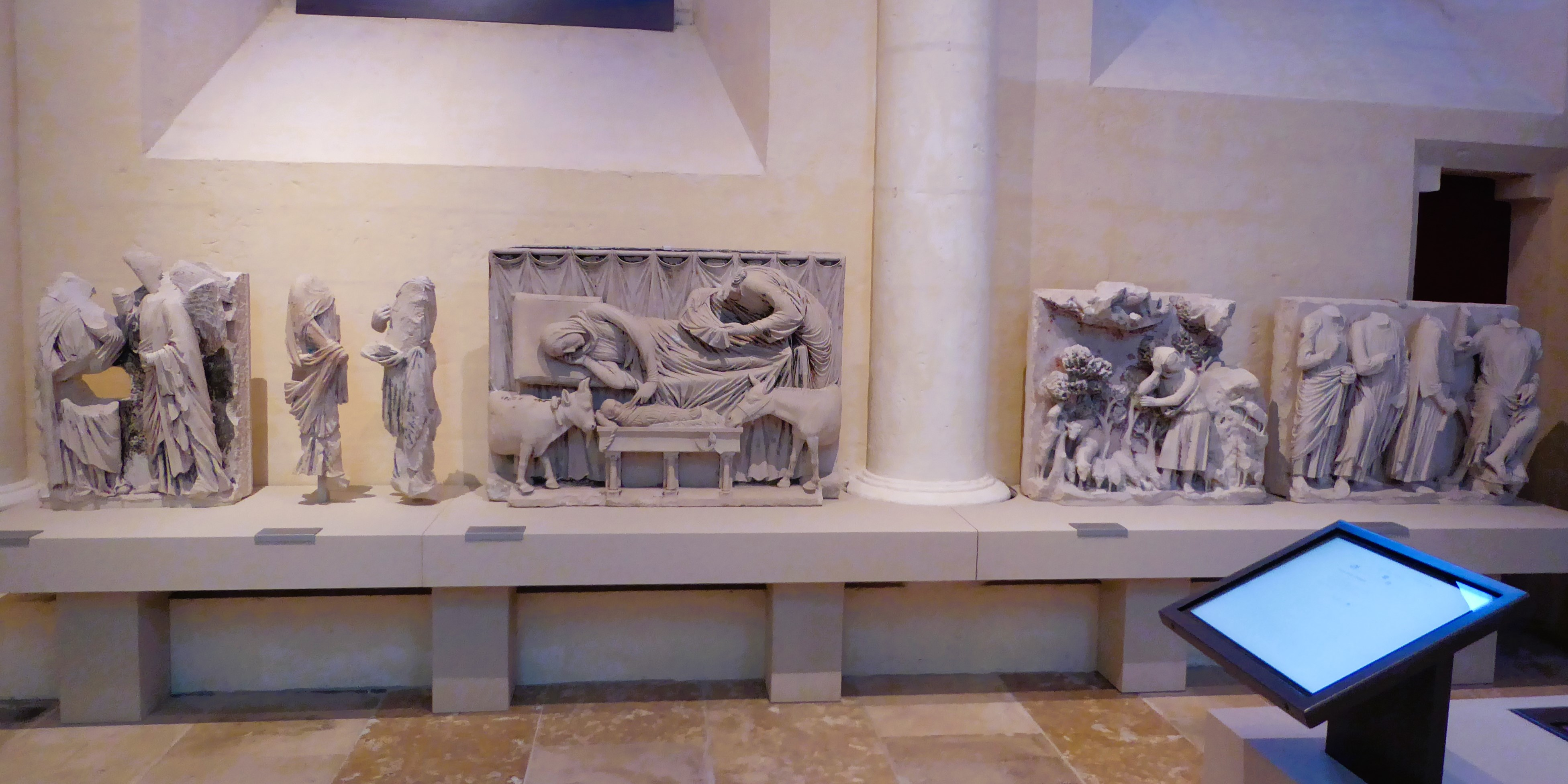
Mur sud.
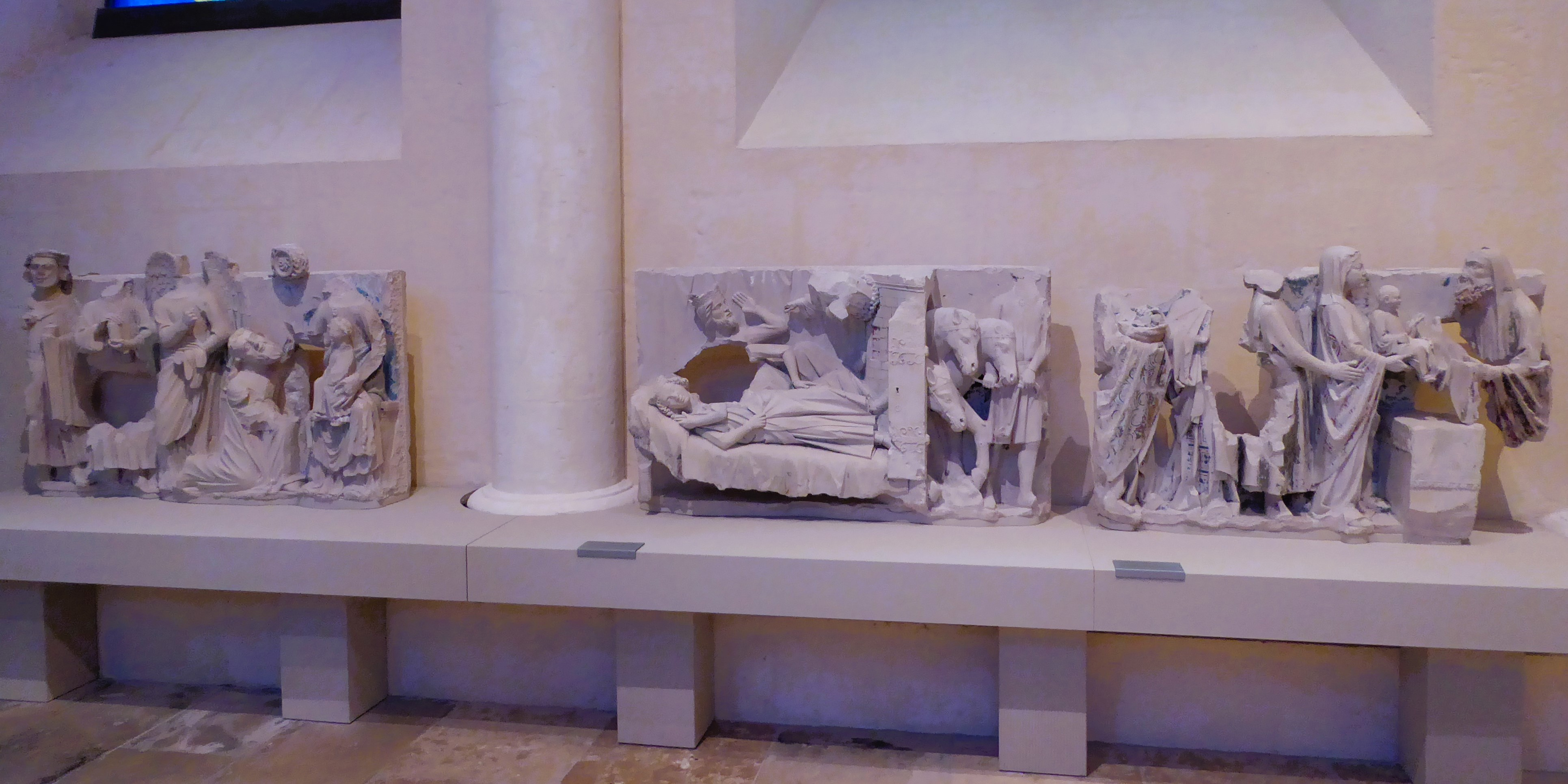
Mur nord.

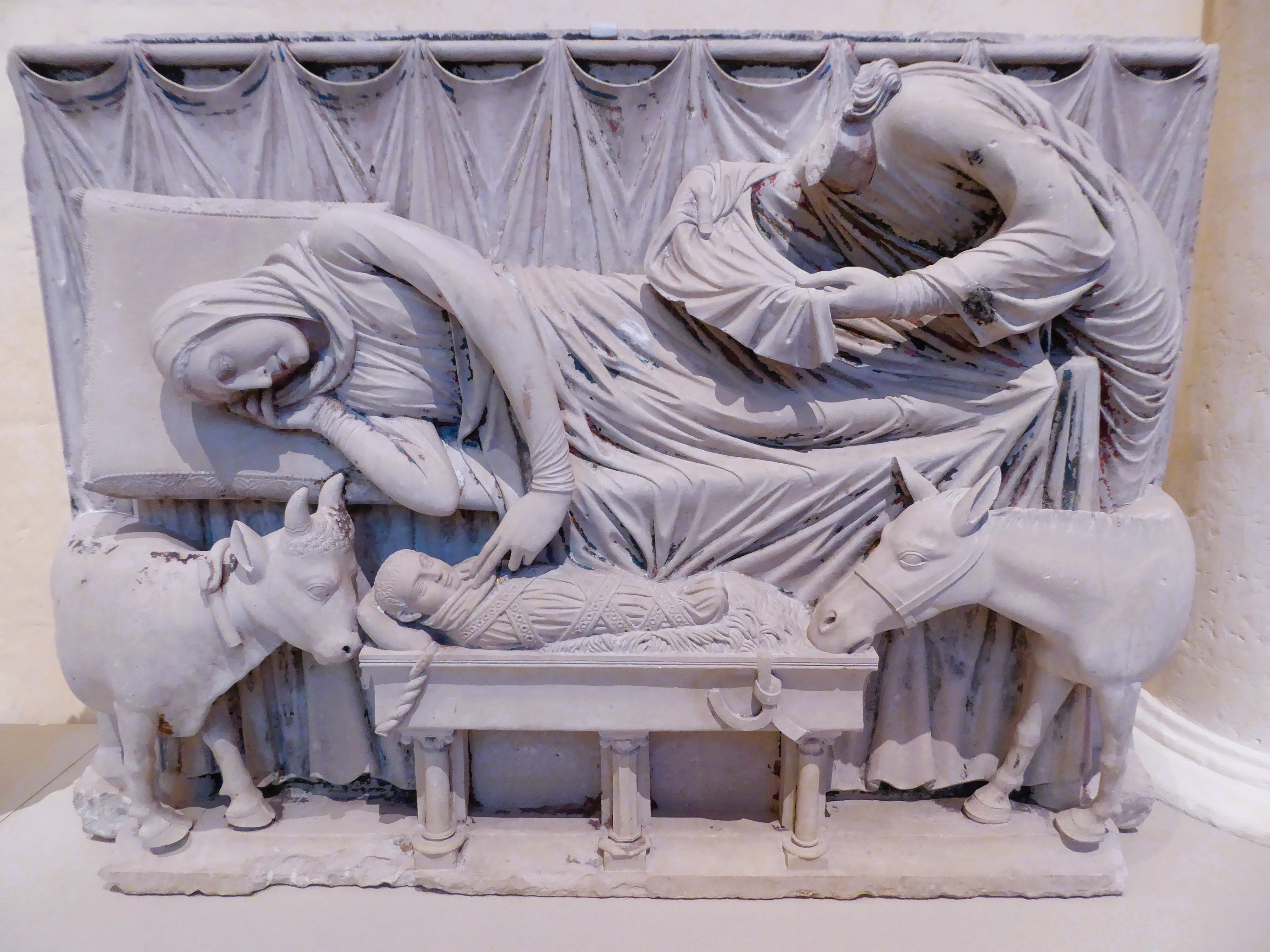
La Nativité.
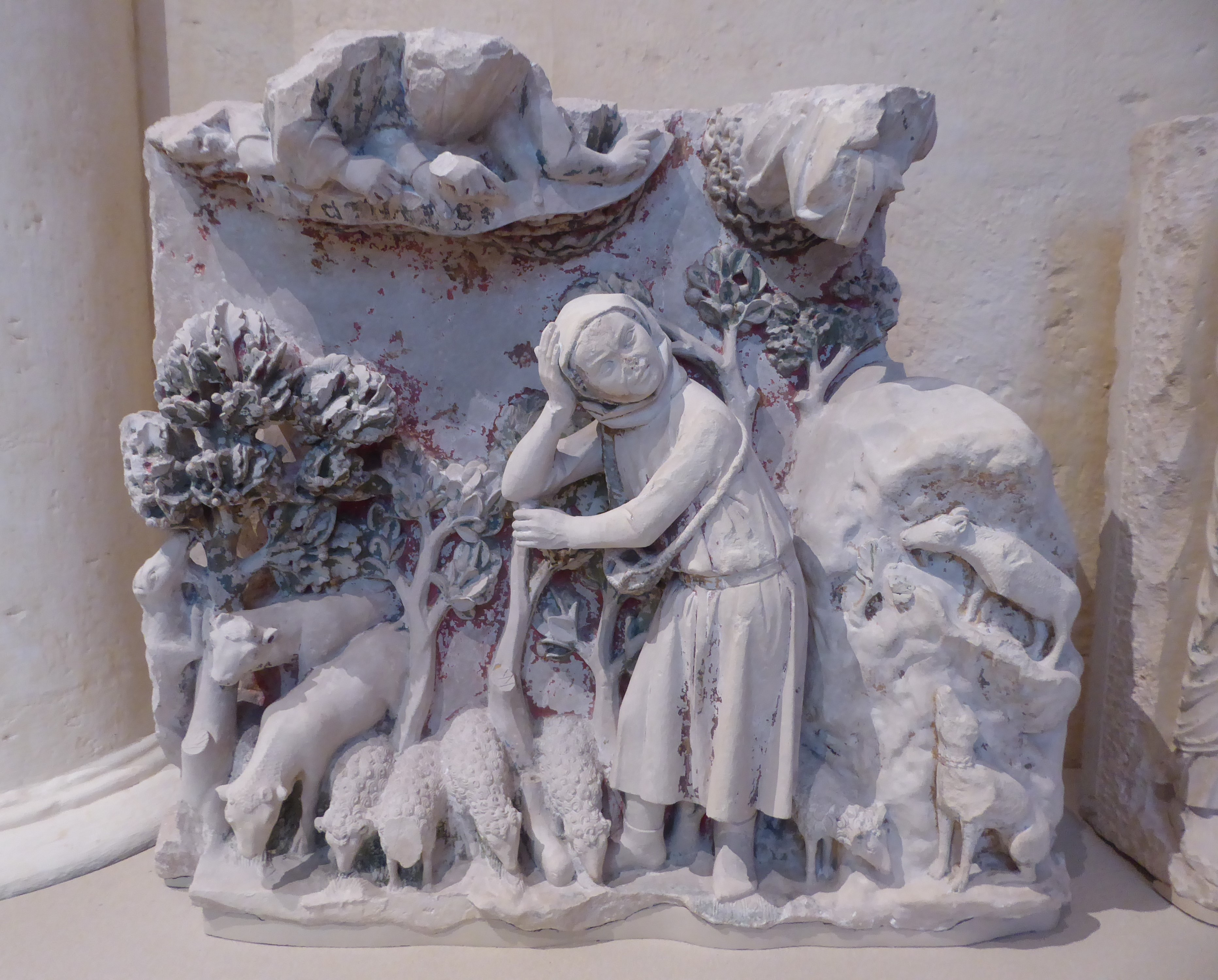
L'Annonce aux bergers.
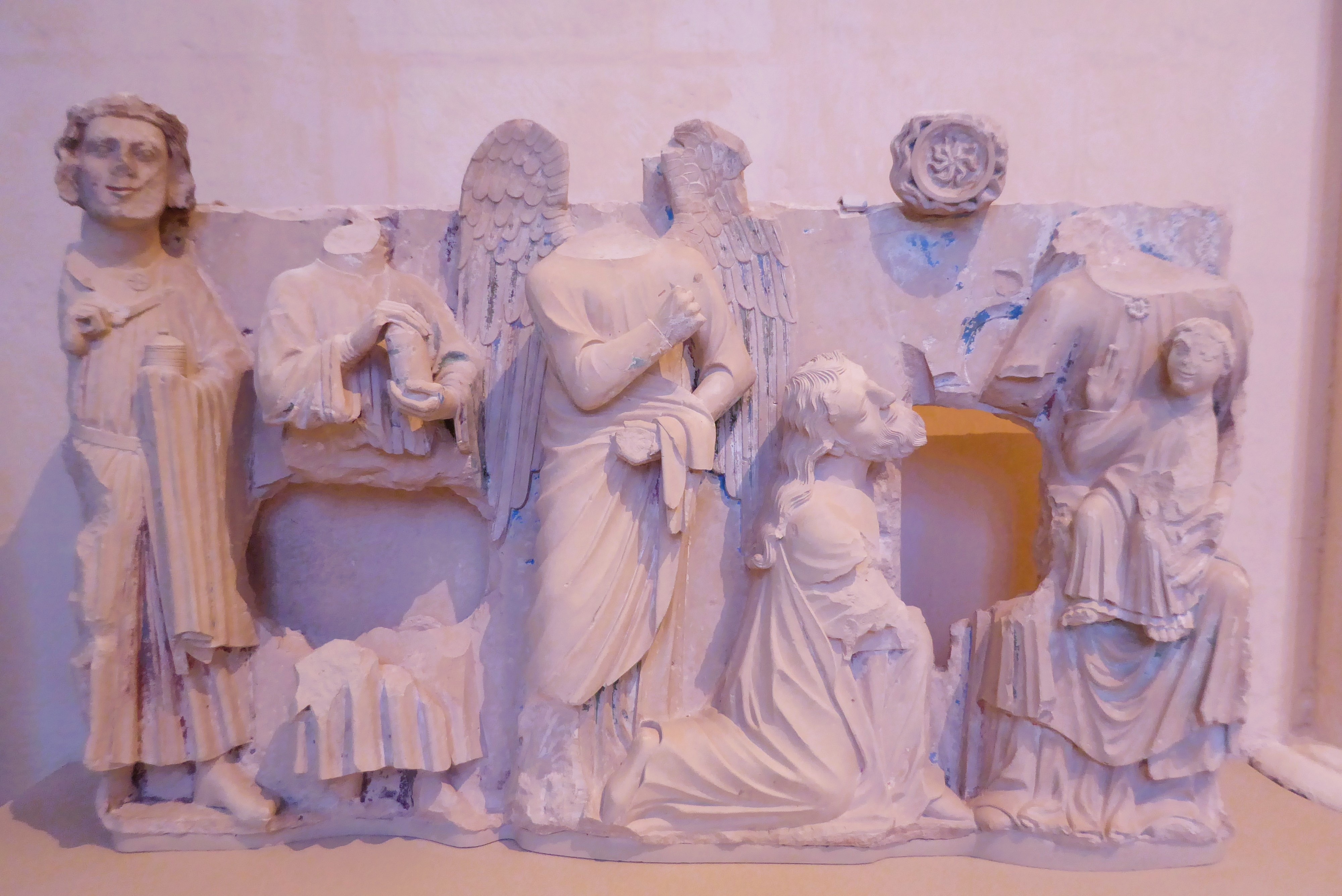
L'Adoration des mages.
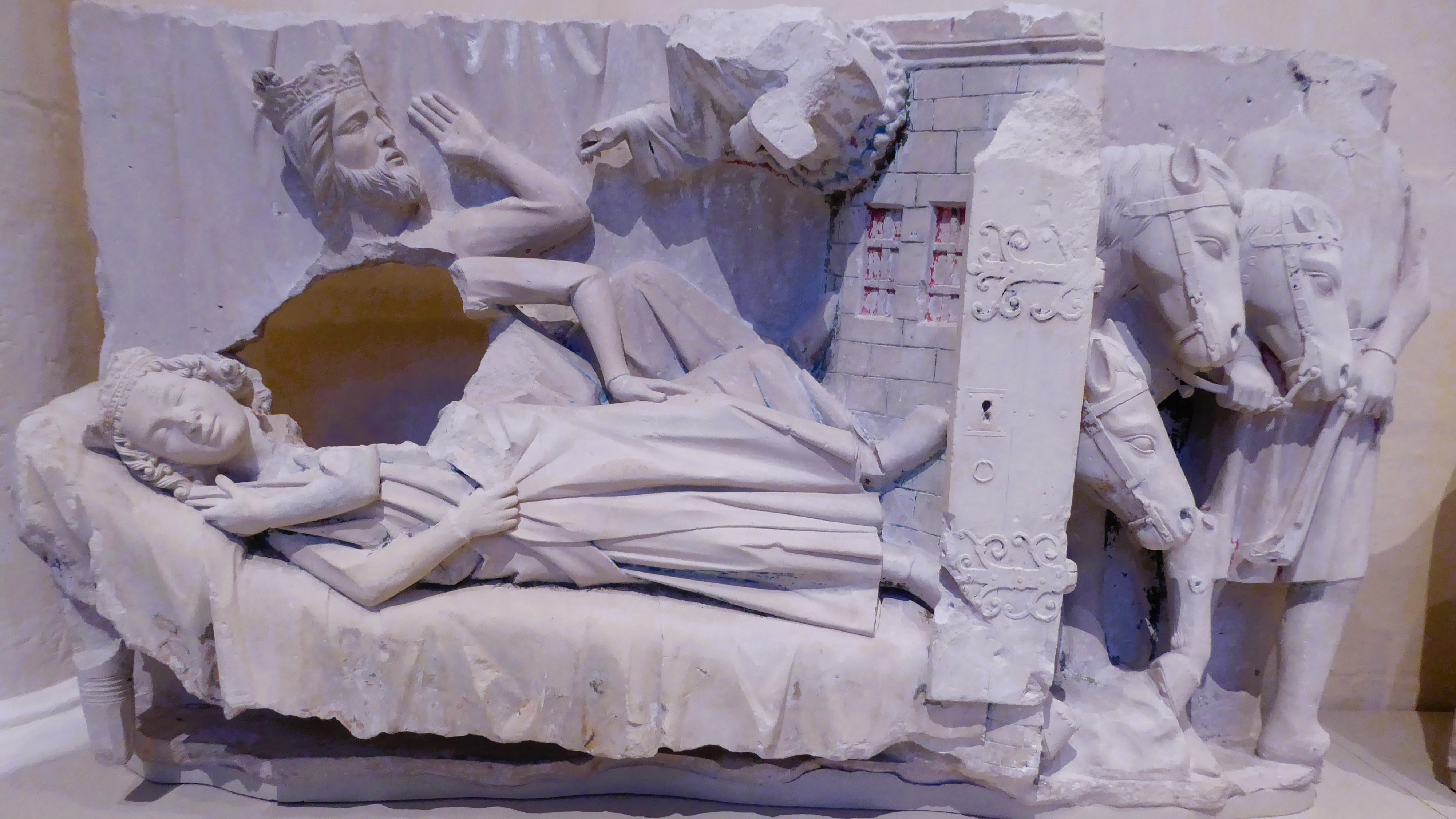
Le Réveil des Mages endormis.
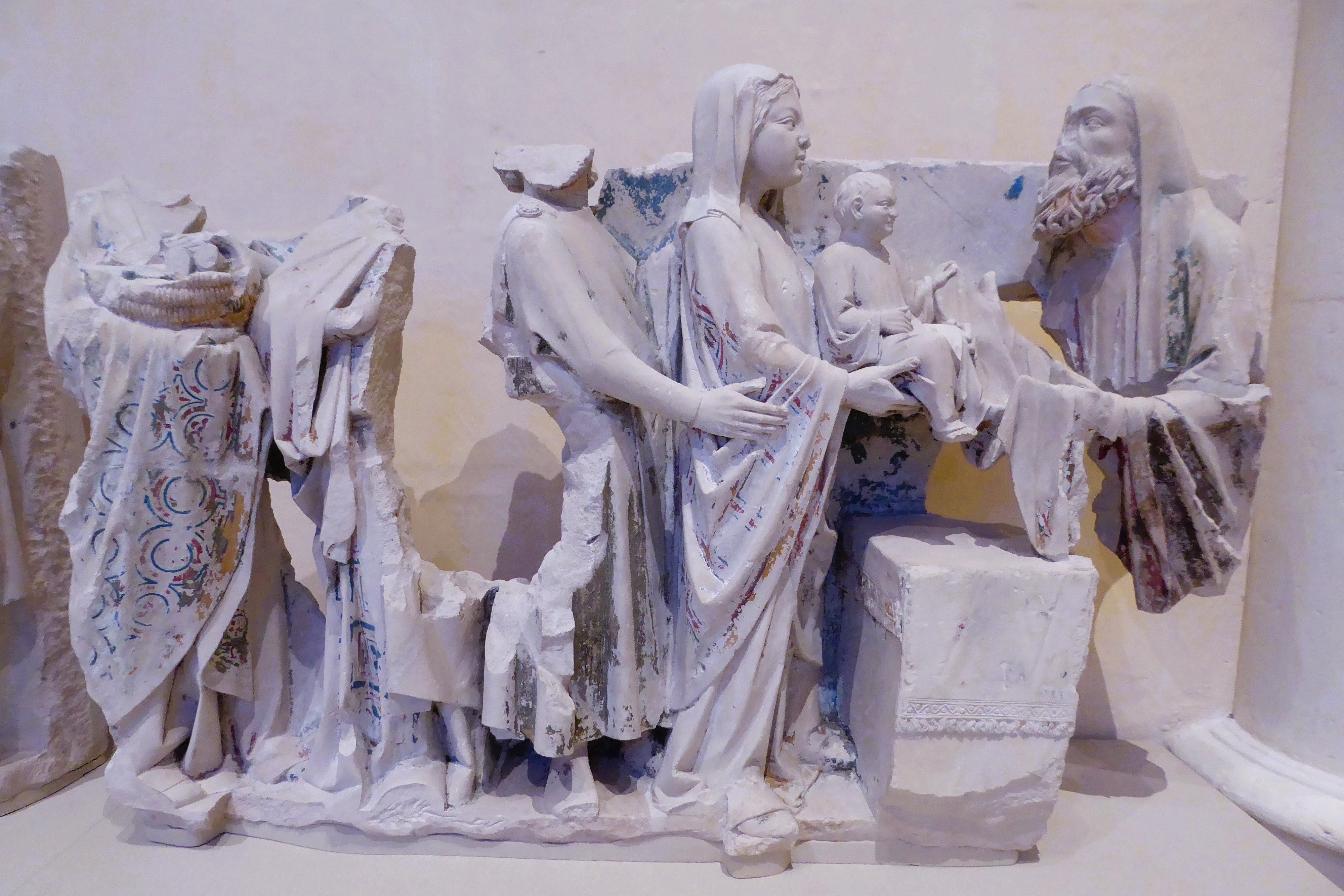
La Présentation de Jésus au temple.